# 사마리아인
사마리아인(사마리아 히브리어: ࠔࠠࠌࠝࠓࠩࠉࠌ Šā̊merīm; 히브리어: שומרונים Šomronim; 아랍어: السامريون as-Sāmiriyyūn[*])은 종종 스스로를 이스라엘 사마리아인이라고 칭하기도 하는데, 이는 고대 근동의 히브리인과 이스라엘 민족에서 유래한 민족종교집단이다. 이들은 팔레스타인의 요르단강 서안 지구 북부를 포함하는 고대 이스라엘과 유다의 역사적인 지역인 사마리아 토착민이다. 그들은 유대교와 함께 발전한 아브라함 종교, 일신론적 민족 종교인 사마리아교를 믿는다.
그들의 전통에 따르면, 사마리아인들은 신아시리아 제국이 기원전 720년경 북부 북이스라엘 왕국을 파괴하고 병합한 후에도 열두 지파 중 사라진 열 지파와는 달리 아시리아 유수에 끌려가지 않고 남았던 이스라엘 민족의 후손이다.
사마리아인들은 사마리아 오경을 변형되지 않은 토라로 여기며, 유대인들을 가까운 친척으로 보지만 유대교가 원래의 이스라엘 종교를 근본적으로 변경했다고 주장한다. 유대교와 사마리아교 교리 간의 가장 눈에 띄는 신학적 차이는 가장 신성한 장소에 대한 것이다. 유대인들은 이 장소가 예루살렘의 성전산이라고 믿는 반면, 사마리아인들은 신명기 16:6의 사마리아어 버전에 따라 현대의 나블루스와 고대 세겜 근처의 게리짐산이라고 여긴다. 유대인과 사마리아인 모두 이사악의 번제가 각자의 성지에서 일어났다고 주장하며, 그 장소를 모리야라고 식별한다.
사마리아인들은 유대인과의 분열을 사무엘상 1장에 나오는 실로의 이스라엘 판관이자 제사장이었던 엘리에게 돌린다. 사마리아인들의 믿음으로는, 엘리가 게리짐산의 예배 장소에 대항하여 실로에 자신을 대제사장으로 세워 예배 장소를 만들었다고 비난받는다.
한때 큰 공동체였던 사마리아인 인구는 6세기에 동로마 제국에 의해 잔혹하게 진압된 사마리아인 반란의 여파로 크게 줄어들었다. 그들의 수는 동로마 제국 시대의 기독교화와 이후 레반트의 이슬람 정복 이후 이슬람화로 더욱 감소했다. 12세기에는 유대인 탐험가이자 작가인 투델라의 벤야민이 팔레스타인과 시리아에 약 1,900명의 사마리아인만이 남아있다고 추정했다.
2024년 기준 사마리아인 공동체는 약 900명으로, 이스라엘 (홀론에 약 460명)과 요르단강 서안 지구 (키르야트 루자에 약 380명)에 나뉘어 거주한다. 키르야트 루자의 사마리아인들은 레반트 아랍어를 사용하는 반면, 홀론의 사마리아인들은 주로 이스라엘 히브리어를 사용한다. 전례를 위해 그들은 사마리아 문자로 쓰여진 사마리아 히브리어와 사마리아 아람어도 사용한다. 사마리아 전통에 따르면, 공동체의 지도자인 사마리아 대제사장의 직위는 히브리 예언자 아론으로부터 시작하여 지난 3600년 동안 중단 없이 이어져 왔다. 2013년부터 133대 사마리아 대제사장은 아베드엘 벤 아셰르 벤 마츨리아흐이다.
인구 조사에서 이스라엘 법은 사마리아인을 '별도의 종교 공동체'로 분류한다. 그러나 랍비 문헌은 사마리아인들이 게리짐산이 이스라엘 민족의 역사적 성지라는 믿음을 포기하지 않았기 때문에 사마리아인의 할라카적 유대성을 거부했다. 홀론과 키르야트 루자의 모든 사마리아인은 이스라엘 시민권을 가지고 있지만, 키르야트 루자의 사마리아인들은 팔레스타인 시민권도 가지고 있다. 후자 집단은 의무 징집 대상이 아니다.
전 세계적으로 사마리아 공동체의 일원이 아니지만 사마리아인의 민족 종교의 교리와 전통을 따르고 자신을 사마리아인으로 여기는 공동체, 가족, 개인이 상당수 증가하고 있다. 레반트 지역 외부에서 가장 큰 공동체는 브라질의 "쇼므레이 하토라"(일반적으로 "신사마리아인 전 세계"로 알려짐)로, February 2020년 기준 약 3000명의 회원을 보유하고 있다.

## 어원과 용어
기원전 150-50년경으로 거슬러 올라가는 델로스섬에 있는 사마리아인 디아스포라의 비문은 사마리아인에 대한 "가장 오래된 자칭"을 제공하며, 그들이 히브리어로 "베네 이스라엘"(영어: "이스라엘의 자녀", 즉 성경 예언자 이스라엘의 문자적 후손, 야곱으로도 알려져 있으며, 더 일반적으로는 "이스라엘 민족")이라고 불렀음을 나타낸다.
그들 자신의 언어인 사마리아 히브리어로 사마리아인들은 스스로를 "이스라엘", "브나이 이스라엘"이라고 부르며, 다른 이름으로는 "파수꾼/지키는 자/감시자"를 뜻하는 샤메림(שַמֶרִים), 그리고 아랍어로는 알-사미리윤(السامريون)이라고 부른다. 이 용어는 성서 히브리어 용어 쇼메림과 동계어이며, 두 용어 모두 "지켜보다, 보호하다"를 의미하는 셈어 어근 שמר을 반영한다.
역사적으로 사마리아인들은 사마리아에 집중되어 있었다. 현대 히브리어에서는 사마리아인들을 쇼므로님(שומרונים)이라고 부르는데, 이는 "사마리아 주민"을 의미하며 문자적으로는 "사마리아인"이다. 현대 영어에서 사마리아인들은 스스로를 이스라엘 사마리아인이라고 부른다.
사마리아인이라는 이름의 의미가 사마리아 지역 주민을 지칭하는 지명이 아니라 [율법/사마리아 오경]의 수호자/관리자/감시자를 의미한다는 점은 살라미스의 에피파니오스의 파나리온, 히에로니무스와 에우세비우스의 크로니콘, 오리게네스의 요한복음 주석을 포함한 여러 교부들에 의해 언급되었다. 역사가 플라비우스 요세푸스는 사마리아인에 대해 여러 용어를 사용하는데, 이 용어들을 상호 교환적으로 사용하는 것으로 보인다. 그 중에는 메디아와 페르시아에서 추방된 이스라엘 민족을 대체하기 위해 사마리아로 보내진 것으로 추정되는 민족들을 지칭하는 쿠타이오이(Khuthaioi)라는 언급도 있다. 이 쿠타이오이들은 사실 헬레니즘 시대의 페니키아인/시돈인이었다. 사마레이스(Σαμαρεῖς)는 사마리아 지역 또는 그 이름을 가진 도시의 주민을 지칭할 수 있지만, 일부 텍스트에서는 사마리아인만을 특별히 지칭하는 데 사용된다.

## 기원
사마리아인의 기원은 오랫동안 그들 자신의 전통과 유대인들의 전통 사이에서 논쟁의 대상이 되어 왔다. 조상적으로 사마리아인들은 고대 사마리아의 에브라임 지파와 므나쎄 지파의 후손이라고 주장한다. 사마리아 전통은 그들과 유대 지도 아래 있던 남부 이스라엘인들 사이의 분열을 성경에 나오는 제사장 엘리의 시대로 거슬러 올라간다. 엘리는 제사장 직분을 차지하고 있던 우찌로부터 대제사장 직분을 찬탈한 "거짓" 대제사장으로 묘사되며, 실로에 경쟁적인 성소를 세워 유다와 베냐민 지파 영토의 남부 순례자들이 게리짐의 성소를 방문하는 것을 막았다. 엘리는 또한 법궤의 복제품을 만들었으며, 이는 결국 예루살렘의 유다 성소로 옮겨졌다.
반면, 유대 정통 전통은 성경, 요세푸스, 탈무드의 내용을 기반으로 그들의 존재를 훨씬 후대인 바빌론 유수의 시작으로 본다. 랍비 유대교에서는, 예를 들어 토세프타 베라호트에서 사마리아인들을 쿠타라는 고대 도시의 이름을 따서 쿠타인 또는 쿠티아인(히브리어: כותים, 쿠팀)이라고 부르는데, 이 도시는 오늘날의 이라크에 위치한다. 유대 전쟁과 유대 고대사에서 요세푸스는 요한 히르카노스에 의해 게리짐산의 성전이 파괴된 것을 언급하면서 사마리아인들을 쿠티아인이라고도 부른다. 그러나 성경 기록에 따르면, 쿠타는 사람들이 사마리아로 이주해 온 여러 도시 중 하나였다.
사마리아인과 유대인 사이의 유사성은 미슈나의 랍비들이 두 집단을 명확하게 구분하는 것을 불가능하게 할 정도였다. 이스라엘인들 사이의 분열이 언제 일어났는지—즉 사마리아인과 유대인 사이의 분열을 야기한 사건이 언제였는지—날짜를 정하려는 시도는 에즈라 시대부터 기원후 70년 예루살렘 포위와 바르 코크바의 난 (기원후 132–136년)까지 매우 다양하다. 사마리아인의 독특한 정체성, 즉 그들과 유대인 사이의 상호 소외로 인한 결과는 수 세기에 걸쳐 발전한 것이다. 일반적으로 결정적인 단절은 하스몬 시대에 일어났다고 여겨진다.

### 사마리아인의 견해
사마리아인의 역사 전통은 아불 파트흐가 1355년에 편찬한 『키탑 알-타리크』에 담겨 있다. 마그나르 카르트베이트가 '허구적' 변명록이며 이전 자료(요세푸스 포함, 그러나 고대 전통에서도)에서 발췌되었다고 평가하는 이 문헌에 따르면, 이스라엘 민족 사이에 내전이 발발했는데, 이는 이스라엘 자손들의 재무관이었던 야프니의 아들 엘리가 비느하스의 후손들로부터 이스라엘의 대제사장직을 찬탈하려 했기 때문이다. 그는 제자들을 모으고 충성 맹세를 통해 그들을 묶고, 소금을 사용하지 않고 돌 제단에 희생 제사를 드렸다. 이 의식으로 인해 대제사장 오찌는 그를 질책하고 파문했다. 엘리와 그의 추종자들은 반란을 일으켜 실로로 옮겨갔고, 그곳에 원래 게리짐산에 있던 성전의 복제품인 다른 성전과 제단을 지었다. 엘리의 아들들인 홉니와 비느하스는 성막 안에서 여자들과 성관계를 가졌고 희생 제물의 고기를 먹었다. 그 후 이스라엘은 세 파벌로 나뉘었다: 게리짐산의 충성파 공동체, 엘리 휘하의 분리파, 그리고 홉니와 비느하스와 관련된 우상들을 숭배하는 이단파. 유대교는 나중에 엘리의 예를 따르는 자들로부터 생겨났다.
게리짐산은 여호수아가 가나안을 정복하고 이스라엘 지파들이 그 땅에 정착한 때부터 이스라엘 민족의 원래 성지였다. 게리짐산에 대한 언급은 모세가 여호수아에게 세겜 (나블루스) 근처의 산들로 이스라엘 열두 지파를 데려가 절반인 여섯 지파는 축복의 산인 게리짐산에, 나머지 절반은 저주의 산인 에발산에 두라고 명령한 성경 이야기에서 유래한다.

### 성경적 견해
히브리 성경에 따르면, 이스라엘 민족은 일시적으로 통일 왕국 아래 통합되었으나, 솔로몬 왕의 사후 왕국은 북쪽 북이스라엘 왕국과 마지막 수도 사마리아, 남쪽 유다 왕국과 수도 예루살렘으로 양분되었다. 신명기 사가에 의해 유다에서 쓰여진 역사는 이스라엘을 죄악의 왕국으로 묘사하며, 우상 숭배와 불의로 인해 신의 징벌을 받아 기원전 720년에 신아시리아 제국에 의해 멸망했다고 기록한다. 이러한 갈등은 포로기 이후에도 계속되었다. 열왕기는 에즈라-느헤미야서보다 더 포괄적인데, 이는 열두 지파가 있는 하나의 이스라엘이라는 이상을 담고 있기 때문이다. 반면 역대기는 유다 왕국에 집중하고 북이스라엘 왕국은 무시한다. 열왕기하 17:6, 24과 역대기, 그리고 에즈라와 느헤미야서에 각각 나타나는 사마리아인의 기원 이야기는 저자들의 다양한 의도에 따라 서술의 세부 사항이 생략되거나 강조되어 중요한 차이를 보인다.

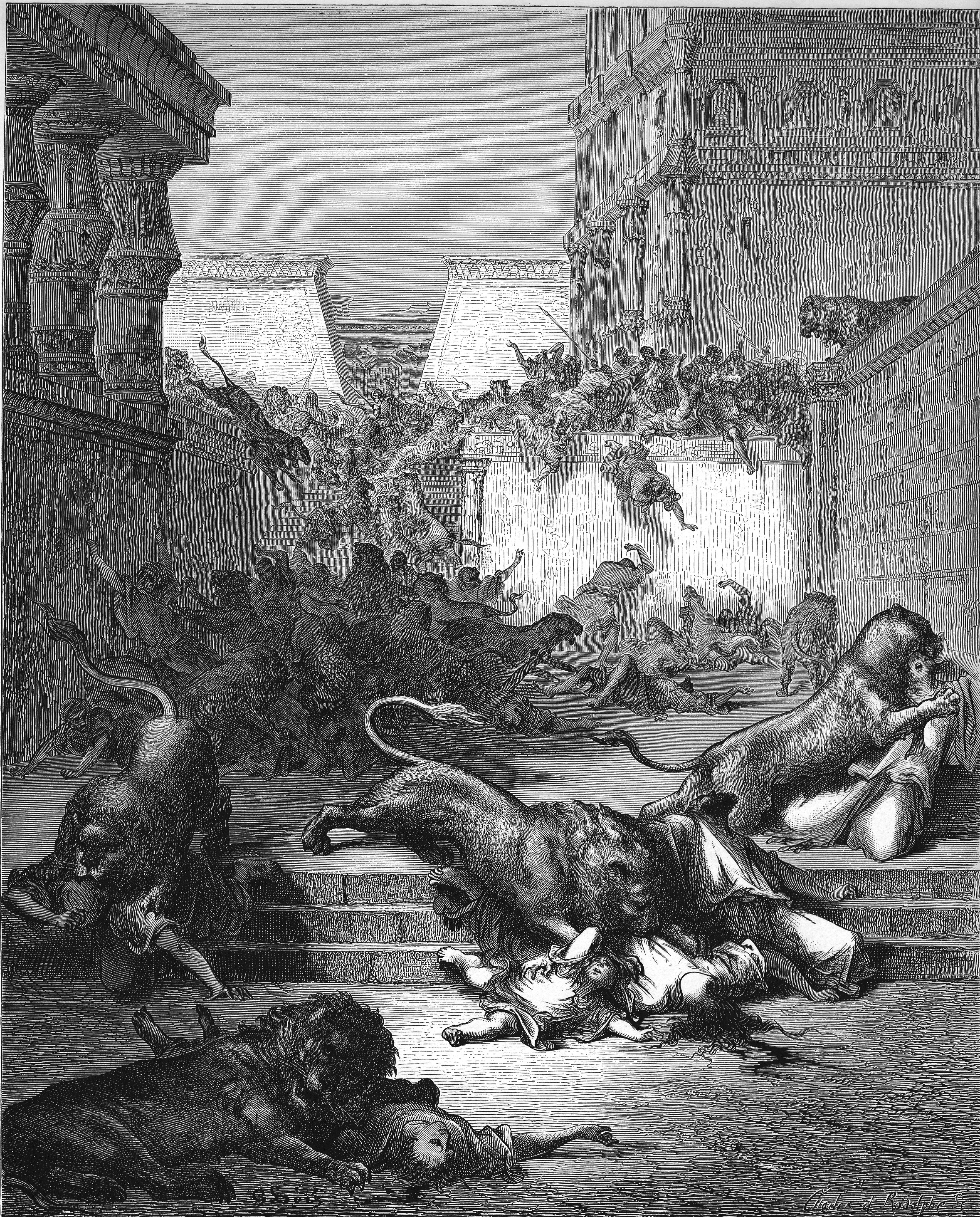
귀스타브 도레가 1866년 『라 생트 비블』에서 그린 사마리아의 사자에게 먹히는 이방인 삽화

 역사학자 딕라 조하르는 창세기에 나오는 야곱의 열두 아들 사이의 경쟁 이야기와 다른 형제간 불화 이야기가 북부와 남부 간의 긴장을 묘사하며, 항상 이스라엘보다는 유다 왕국에 상징적으로 유리한 방식으로 해결된다고 본다.
사마리아인들이 다른 레반트 민족들과 구별되는 민족적, 종교적 공동체로 등장한 시점은 기원전 721년경 아시리아가 북이스라엘 왕국을 정복한 후의 어느 시점으로 보인다. 아시리아의 사르곤 2세의 연대기에는 그가 이전 왕국의 주민 27,290명을 추방했다고 기록되어 있다. 유대 전통은 아시리아의 추방과 이전 주민들을 다른 민족으로 강제 재정착시킨 것을 인정하지만, 사마리아인의 민족적 기원은 다르다고 주장한다. 탈무드에는 "쿠팀"이라는 민족에 대해 여러 번 언급하며, 그들이 아시리아인들에 의해 도착했다고 기록한다. 열왕기하 17:6, 24과 요세푸스에 따르면, 이스라엘 민족은 아시리아 왕(사르곤 2세)에 의해 할라, 고산의 하부르강변, 그리고 메디아의 도시들로 끌려갔다. 그 후 아시리아 왕은 바빌론, 쿠타, 아바, 하마 및 스파르와임에서 사람들을 데려와 사마리아에 정착시켰다. 하나님이 사자들을 보내 그들을 죽였기 때문에, 아시리아 왕은 벧엘에서 제사장 한 명을 보내어 새로운 정착민들에게 하나님의 율례를 가르치게 했다. 그 결과 새로운 정착민들은 그 땅의 하나님과 자신들이 온 나라의 신들을 함께 숭배하게 되었다.
역대기에는 사마리아의 파괴 이후 히즈키야 왕이 에브라임인, 즈불론인, 아셀인, 므나쎄인을 유다에 더 가깝게 끌어들이려고 노력했다고 묘사되어 있다. 요시아 시대의 성전 수리는 사마리아의 모든 "이스라엘 잔류자"로부터 받은 돈으로 재정되었는데, 여기에는 므나쎄, 에브라임, 베냐민 지파도 포함되었다. 예레미야도 마찬가지로 세겜, 실로, 사마리아에서 온 사람들이 YHWH의 집에 유향과 곡물 제물을 가져왔다고 말한다. 역대기에는 아시리아의 재정착에 대한 언급이 전혀 없다. 이츠하크 마겐은 역대기의 내용이 역사적 진실에 더 가깝고 아시리아의 정착이 성공적이지 못했다고 주장한다. 그는 상당수의 이스라엘 민족이 사마리아에 남아 있었으며, 그 중 일부는 (유다 정복 후) 남쪽으로 도피하여 난민으로 정착했다고 주장한다. 아담 제르탈은 아시리아의 공격을 기원전 721년부터 기원전 647년까지로 본다. 그는 사마리아의 므나쎄 땅 주변에 밀집된 메소포타미아식 토기 유형을 통해 세 번의 외부 이주민 물결이 있었음을 추론한다. 또한 오늘날까지도 사마리아인들은 요셉 지파의 후손임을 주장한다.
유대 대백과사전("사마리아인" 항목)은 사마리아인의 기원에 대한 과거와 현재의 견해를 요약한다. 다음과 같이 언급되어 있다.
20세기 중반까지 사마리아인들이 아시리아의 사마리아 정복(기원전 722-721년) 당시 사마리아에 살던 사람들과 다른 민족들의 혼합에서 유래했다고 믿는 것이 관례였다. 열왕기하 17장의 성경 기록은 오랫동안 사마리아인의 기원에 대한 역사적 설명을 구성하는 결정적인 자료였다. 그러나 이 구절에 대한 재고는 사마리아인들의 연대기 자체에 더 많은 관심을 기울이게 했다. 연대기 II(세페르 하야밈)가 출판되면서, 사마리아인들 자신의 역사에 대한 가장 완전한 사마리아어 버전이 이용 가능하게 되었다: 연대기 및 다양한 비사마리아 자료들.
전자에 따르면, 사마리아인들은 요셉 지파, 즉 에브라임과 므나쎄 지파의 직계 후손이며, 기원후 17세기까지 아론을 통해 엘르아살과 비느하스에게서 직접 내려오는 대제사장직을 소유했다. 그들은 자신들이 고대 영토를 계속 점유해 왔으며, 엘리가 세겜에서 실로로 옮겨가고 일부 북부 이스라엘인들을 그곳의 새로운 추종자들로 끌어들여 북부 예배를 방해하기 전까지 다른 이스라엘 지파들과 평화롭게 지냈다고 주장한다. 사마리아인들에게 이것은 가장 큰 "분열"이었다.
— "Samaritans" in Encyclopaedia Judaica, 1972, Volume 14, col. 727.

### 요세푸스의 견해
핵심 자료인 플라비우스 요세푸스는 오랫동안 사마리아인에게 편견을 가진 적대적인 증인으로 여겨져 왔다. 그는 그들을 독특하고 기회주의적인 민족이자, 때로는 유대교의 한 종파로 부르면서 모호한 태도를 보인다.

### 사해 문서
사해 문서의 원형 에스델기 단편 4Q550c에는 쿠타인(Kuti) 남자가 돌아올 가능성에 대한 모호한 구절이 있지만, 그 언급은 여전히 불분명하다. 4Q372는 북부 지파들이 요셉의 땅으로 돌아올 것이라는 희망을 기록하고 있다. 북부의 현재 거주자들은 어리석은 자들, 적대적인 민족으로 언급된다. 그러나 그들은 이방인으로 언급되지 않는다. 이어서 사마리아인들이 예루살렘을 조롱하고 이스라엘을 자극하기 위해 높은 곳에 성전을 지었다고 언급한다.

### 현대 학설
현대 학자들은 아시리아가 기원전 722-720년에 이스라엘 왕국을 정복하기 전후에 추방이 발생했으며, 갈릴래아, 트란스요르단, 그리고 사마리아에 걸쳐 다양한 영향을 미쳤음을 확인한다. 초기 아시리아 침략 동안 갈릴래아와 트란스요르단은 상당한 추방을 겪었고, 전체 지파들이 사라졌다. 르우벤 지파, 가드 지파, 단 지파, 그리고 납달리 지파는 다시는 언급되지 않는다. 이 지역의 고고학적 증거는 기원전 8세기 후반에 대규모 인구 감소 과정이 일어났음을 보여주는데, 수많은 유적지가 파괴되거나 버려지거나 긴 점유 공백을 보인다. 대조적으로, 더 크고 인구가 많았던 사마리아의 고고학적 발견은 더 복합적인 그림을 제시한다. 아시리아 침략 동안 일부 유적지가 파괴되거나 버려졌지만, 사마리아와 메기도와 같은 주요 도시들은 거의 손상되지 않았고, 다른 유적지들은 지속적인 점유를 보여준다. 아시리아인들은 게셀, 하디드, 세겜 북부 마을, 티르자 등지에 바빌로니아, 엘람, 시리아 출신 망명자들을 정착시켰다. 그러나 아시리아인들이 주장한 대로 3만 명을 추방했더라도, 많은 이들이 이 지역에 남아 있었을 것이다. 물질문화의 변화를 바탕으로 아담 제르탈은 사마리아에 거주하던 이스라엘 인구 중 10%만이 추방되었고, 이주민의 수는 몇 천 명을 넘지 않았을 것이며, 이는 대부분의 이스라엘인들이 사마리아에 계속 거주했음을 시사한다고 추정했다.
게리 N. 노퍼스는 아시리아가 사마리아를 정복한 후 인구 통계 변화를 "외국 인구가 한 지역 인구를 완전히 대체한 것이 아니라, 전쟁, 질병, 기아로 인한 사망, 강제 이주, 그리고 다른 지역, 특히 남쪽의 유다 왕국으로의 이주로 인한 지역 인구의 감소"로 묘사했다. 사마리아로 강제 이주된 국가 지원 이민자들은 일반적으로 현지 인구에 동화된 것으로 보인다. 그럼에도 불구하고 역대기는 유다 왕 히즈키야가 이스라엘 멸망 후 에브라임 지파, 즈불룬 지파, 아셀 지파, 이사갈 지파, 므나쎄 지파 사람들을 예루살렘으로 초청하여 유월절을 지켰다고 기록한다. 이를 미루어 볼 때, 아시리아 침략에서 살아남은 대다수의 사람들이 이 지역에 남아 있었을 것이라는 추측이 제기된다. 이 해석에 따르면, 오늘날의 사마리아 공동체는 남아있던 사람들의 후손으로 주로 여겨진다.
이스라엘의 성서 학자 셰마랴후 탈몬은 사마리아인들이 아시리아 정복 이후 이스라엘에 남았던 에브라임 지파와 므나쎄 지파의 후손이라는 사마리아 전통을 지지한다. 그는 열왕기하 17:24에서 그들을 외국인으로 묘사한 것은 경향적이며 기원전 520년 바빌론 유수에서 돌아온 이스라엘인들로부터 사마리아인들을 배척하려는 의도라고 주장한다. 그는 또한 역대하 30:1이 에브라임 지파와 므나쎄 지파(즉, 사마리아인)의 상당 부분이 아시리아 유수 이후 이스라엘에 남아 있었다는 것을 확인하는 것으로 해석될 수 있다고 말한다. E. 메리 스몰우드는 사마리아인들이 "이민자들과의 혼인으로 희석된 유수 이전 북이스라엘 왕국의 생존자들"이며, 기원전 4세기에 주류 유대교에서 분리되었다고 썼다. 고고학자 에릭 H. 클라인은 중간적인 견해를 취한다. 그는 기원전 720년에 이스라엘 인구의 10~20% (즉, 4만 명의 이스라엘인)만이 아시리아로 추방되었다고 믿는다. 약 8만 명의 이스라엘인들이 유다로 도피했으며, 10만에서 23만 명의 이스라엘인들이 사마리아에 남아 있었다. 후자들은 외국 정착민들과 결혼하여 사마리아인들을 형성했다.
남아있는 공동체의 종교는 열왕기에 기록된 이야기에 의해 왜곡되었을 가능성이 있다. 이 이야기에서는 아시리아 식민지 개척자들이 외국 관습을 주입하여 현지 이스라엘 종교가 왜곡되었다고 주장한다. 실제로는 살아남은 사마리아인들은 계속해서 야훼교를 믿었다. 이것은 그들이 히즈키야나 요시아 같은 유다 왕들이 사마리아에 종교 개혁을 강요하는 것을 저항하지 않은 이유를 설명한다. 마그나르 카르트베이트는 나중에 사마리아인으로 알려지게 된 사람들은 다양한 기원을 가졌고 사마리아와 다른 지역에 살았을 가능성이 높으며, 게리짐산의 성전 건설 프로젝트가 그들을 사마리아인으로 식별할 수 있는 통일된 특징을 제공했다고 주장한다.
현대 유전 연구는 사마리아인들이 원주민 이스라엘인들로부터 유래했다는 사마리아인들의 주장을 지지한다. 션 등(2004)은 이전에 외국 여성들과의 혼인이 있었을 수도 있다고 추측했다. 가장 최근에는 같은 연구 그룹이 사마리아인들이 코헤님과 밀접하게 관련되어 있으며, 따라서 아시리아 침략 이전의 이스라엘 민족으로 거슬러 올라갈 수 있다는 유전적 증거를 제시했다. 이는 사마리아인들이 족내혼과 성경적 부계제 결혼 관습을 유지했고 유전적으로 고립된 집단으로 남아 있었다는 사실과 일치한다.

## 역사

### 페르시아 시대

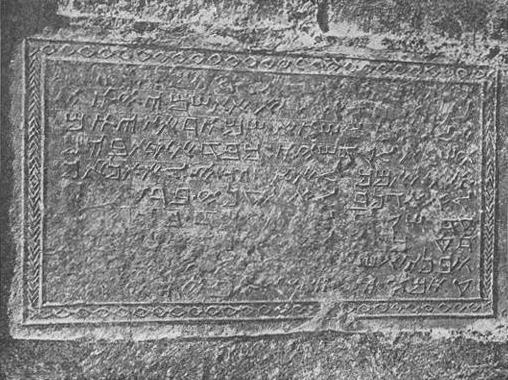
사마리아 히브리어로 된 고대 비문. c. 1900년 팔레스타인 탐사 기금 사진

역대기 36:22-23에 따르면, 페르시아 황제 키루스 2세 (재위 기원전 559-530년)는 유배자들의 본국 귀환을 허락하고 성전 재건을 명령한다(시온). 예언자 이사야는 키루스를 "여호와의 메시아"로 지칭한다. 바빌론 유수가 주로 유대 저지대에 영향을 미쳤기 때문에, 사마리아 인구는 유수 위기의 피해를 피했을 가능성이 높으며 실제로 광범위한 번영의 징후를 보였다.
에즈라-느헤미야서에는 새로운 페르시아 지방인 예후드 메디나타의 총독 느헤미야와 사마리아 총독 산발랏 1세 사이의 긴 정치적 투쟁이 상세히 묘사되어 있는데, 이는 파괴된 예루살렘의 재요새화를 중심으로 전개되었다. 이러한 정치적 논쟁에도 불구하고, 본문은 유대인과 사마리아인 사이의 관계가 상당히 우호적이었음을 암시하는데, 두 집단 간의 혼인이 흔했으며, 심지어 대제사장 요이야다가 산발랏의 딸과 결혼할 정도였다. 일부 신학자들은 느헤미야 11:3이 다른 이스라엘 지파들이 유다인들과 함께 유다로 돌아오는 것을 묘사한다고 믿는다. 전자는 유다 도시들에 살았고 후자는 예루살렘에 살았다. 베냐민 지파인들도 유다인들과 함께 예루살렘에 살았다.
아케메네스 왕조 통치 기간 동안, 물질적 증거는 유대인과 원시 사마리아인 사이에 상당한 중첩이 있었음을 시사하며, 두 집단이 공통의 언어와 문자를 공유했음은 이때 분열이 형성되었다는 주장을 뒷받침하지 않는다. 그러나 인명학적 증거는 독특한 북부 문화의 존재를 시사한다. 이 시기 사마리아 주민 중 일부는 이스라엘 민족 유산과 자신들을 동일시했다. 이 연관성은 두 가지 방식으로 증명된다. 첫째, 예루살렘 성전과 관련된 지역 관리들의 개입에 대한 성경 기록을 통해, 둘째, 이름 패턴을 통해. 와디 달리예 문서와 사마리아 동전에 기록된 많은 이름들은 이스라엘 민족적 요소를 포함하고 있다. 산발랏의 아들들은 신에게서 온 이스라엘 민족적 이름을 지녔는데, 델라야와 쉘레미야였고, 군주제 시대 북이스라엘 왕들이 사용하던 "여로보암"이라는 이름 또한 사마리아 동전에서 발견된다.
고고학적 증거는 아시리아와 바빌론 시대에 게리짐산에 거주 흔적이 없음을 보여주지만, 기원전 5세기 페르시아 시대에 그곳에 성역이 존재했음을 나타낸다. 이는 유대인과 사마리아인 사이의 급작스러운 분열을 나타내는 것으로 해석되어서는 안 되는데, 게리짐산 성전이 유대 외부에 있는 유일한 야훼 숭배 성전이 아니었기 때문이다. 대부분의 현대 학자들에 따르면, 유대인과 사마리아인 사이의 분열은 특정 시점의 단일한 분열이라기보다는 수 세기에 걸쳐 점진적으로 진행된 역사적 과정이었다.

### 헬레니즘 시대

#### 외세 통치
마케도니아 제국은 기원전 330년대에 레반트를 정복하여 사마리아와 유대가 코엘레 시리아 지방으로서 그리스 지배하에 놓이게 했다. 사마리아는 마케도니아 정복과 이후의 식민화 노력으로 인해 대부분 황폐해졌지만, 남부 지역은 침략의 광범위한 영향에서 벗어나 계속 번성했다. 기원전 331년 사마리아인들이 반란을 일으켜 마케도니아인 임명 총독 안드로마쿠스를 살해하면서 상황은 더욱 복잡해졌고, 이는 군대의 잔혹한 보복으로 이어졌다. 알렉산드로스 대왕의 사망 이후, 이 지역은 프톨레마이오스 왕국의 일부가 되었고, 이는 몇 차례의 전쟁을 거쳐 결국 이웃한 셀레우코스 제국에 의해 정복되었다.
게리짐산의 성전은 기원전 5세기부터 존재했지만, 증거에 따르면 초기 헬레니즘 시대에 그 성스러운 구역이 크게 확장되었으며, 이는 사마리아인 예배의 탁월한 장소로서의 위상이 굳어지기 시작했음을 나타낸다. 안티오코스 3세 메가스 시대에 이르러 성전 "마을"은 30 두남 규모에 달했다. 게리짐을 중심으로 번성하는 숭배의 존재는 동시대 서신에서 야훼와 히브리어 이름이 갑자기 다시 나타나는 것으로 문서화되어 있으며, 이는 사마리아 공동체가 기원전 2세기경에 공식적으로 확립되었음을 시사한다. 전반적으로 사마리아인들은 기원전 164년까지 팔레스타인의 유대인들보다 인구가 많고 부유했다.

#### 안티오코스 4세 에피파네스와 헬레니즘화
안티오코스 4세 에피파네스는 기원전 175년부터 163년까지 셀레우코스 제국의 왕위에 있었다. 그의 정책은 왕국 전체를 그리스화하고 종교적 의례를 표준화하는 것이었다. 마카베오상 1:41-50에 따르면 그는 자신을 그리스 신화의 신 제우스의 화신으로 선포하고 그를 숭배하기를 거부하는 모든 사람에게 사형을 명했다. 기원전 2세기, 일련의 사건으로 인해 유대인 중 한 파벌이 안티오코스 4세에 대항하여 혁명을 일으켰다.

앤더슨은 안티오코스 4세의 통치 기간 동안 다음과 같이 언급한다.
사마리아 성전은 (요세푸스에 따르면 사마리아인들이 자발적으로) 제우스 헬레니오스 또는 (마카베오하 6:2에 따르면 비자발적으로) 제우스 크세니오스로 이름이 바뀌었다.— Bromiley, 4.304

요세푸스는 사마리아인들이 다음과 같이 말한 것을 인용한다.
그러므로 우리는 우리를 이롭게 하고 구원해 주시는 주께 간청하오니, 이 지방의 총독 아폴로니오스와 주의 사정을 맡은 니카노르에게 명령하시어 우리를 방해하지 마시고, 유대인들이 고발당한 것을 우리에게도 부과하지 마소서. 우리는 그들의 민족과 관습과는 무관합니다. 다만 현재 아무 이름도 없는 우리 성전을 유피테르 헬레니오스 성전이라 이름하게 하소서.— Josephus 12:5

E. 비커만과 메나헴 스턴이 진본이라고 옹호한 이 서한에서 사마리아인들은 인종(γένος)과 관습(ἔθος)을 바탕으로 유대인들과의 구별을 주장한다.

마카베오하에 따르면:
얼마 후, 그리스 왕은 아테네인 게론테스를 보내 이스라엘 유대인들에게 조상의 관습을 어기고 하나님의 율법대로 살지 못하게 강요했다. 그리고 예루살렘의 성전을 더럽히고 올림피아 제우스에게 바치게 했으며, 게리짐산의 성전은 그곳 주민들이 요청한 대로 낯선 이들의 수호신 제우스에게 바치게 했다.— II Maccabees 6:1–2

#### 성전 파괴
헬레니즘 시대 동안 사마리아는 사마리아(세바스테)에 기반을 둔 헬레니즘화 파벌과 대제사장이 이끄는 세겜 및 주변 농촌 지역의 경건한 파벌로 크게 나뉘었다. 사마리아는 기원전 110년경까지 셀레우코스 제국에 명목상 종속된 largely 자치 국가였지만, 하스몬 왕국의 통치자 요한 히르카노스가 게리짐산의 사마리아 성전을 파괴하고 사마리아를 황폐화시켰다. 오늘날 성전의 돌 잔해는 극히 일부만 남아 있다.
히르카노스의 파괴 행위는 유대인과 사마리아인 사이의 적대 관계를 확정한 전환점이었다. 하스몬 왕조의 행동은 사마리아인들이 유대인 형제들에 대한 광범위한 불만과 소외감을 초래했으며, 이는 수세기, 아니 수천 년 동안 지속된 양측 관계의 악화로 이어졌다.

### 로마 시대
로마 제국 하에서 사마리아는 헤로데 영지의 일부가 되었고, 기원후 1세기 초 헤로데 아르켈라오스가 폐위되면서 사마리아는 유다이아 속주의 일부가 되었다. 사마리아인들은 기독교 복음서에 짧게 등장하는데, 특히 사마리아 우물의 여인 이야기와 선한 사마리아인의 비유에 주로 언급된다. 전자의 경우, 상당수의 사마리아인들이 여인의 증언을 통해 예수를 받아들였고, 예수는 가나로 돌아가기 전 이틀 동안 사마리아에 머물렀다고 기록되어 있다. 후자의 경우, 옷이 벗겨지고 매맞아 반쯤 죽어 길에 버려진 남자를 도운 것은 사마리아인뿐이었으며, 그의 아브라함 계약적 할례는 암묵적으로 명백했다. 제사장과 레위인은 그냥 지나쳤지만, 사마리아인은 그의 벌거벗음(그 자체로 제사장과 레위인에게 종교적으로 불쾌한), 명백한 가난, 또는 어떤 히브리 종파에 속하든 상관없이 벌거벗은 남자를 도왔다.
기원후 67년 제1차 유대-로마 전쟁 중 게리짐산에서 대규모 사마리아인 봉기가 일어났다. 이에 대응하여 로마 장군 베스파시아누스는 케리아리스가 지휘하는 비교적 소규모 병력을 파견했다. 일부 사마리아인들은 항복했지만, 대부분은 싸웠고, 그 결과 막대한 사상자가 발생했다. 요세푸스에 따르면 11,600명의 사마리아인들이 살해되었다. 이후 반란 단계에서 사마리아인의 개입 증거는 없다. 기원후 72/73년, 베스파시아누스는 세겜 근처 마바르타에 플라비아 네아폴리스를 세웠다. 일부 학자들은 이것이 사마리아인의 영향력과 열망에 대항하기 위함이었다고 주장하는 반면, 다른 이들은 주로 지리 전략적 결정이었다고 주장한다. 새로운 도시는 폴리스로 설계되었으며 사마리아인과 이교도 인구를 모두 포함하여 사마리아인의 주요 도시 중심지가 되었다. 헬레니즘적 특성에도 불구하고 도시는 이교도 상징을 피한 동전에서 볼 수 있듯이 지역 전통을 유지했다.
바르 코크바의 난 (기원후 132–136년)에서 사마리아인들이 유대인과 함께 로마에 대항하여 참여했는지 여부는 불확실하다. 창세기 라바와 예루살렘 탈무드와 같은 일부 유대 자료들은 사마리아인들이 유대인의 노력, 즉 성전 건설과 베타르 방어를 방해하는 것으로 묘사하며, 이는 사마리아인들이 로마와 협력했을 가능성에 대한 해석으로 이어진다. 그러나 이러한 자료들은 전설적이거나 시대착오적인 것으로 간주된다. 또한, 하드리아누스 시대를 언급하는 후기 사마리아 연대기들은 이 시기의 사건들을 바르 코크바의 난과 연결시키지 않는다. 결과적으로 모르는 반란 기간 동안 유대인과 사마리아인 사이의 협력에 대한 구체적인 증거가 없다고 결론짓는다.
바르 코크바의 난에서 유대인들의 패배와 유대의 인구 감소 및 파괴는 사마리아인들이 이전 유대인 지역, 특히 북부 유다로 확장하여 엠마오와 사아라빔과 같은 곳에 정착할 수 있게 해주었다. 사마리아인들은 또한 베트 셰안 계곡과 카에사레아와 같은 해안 도시에 정착했다. 이후 몇 년 동안 회당은 사마리아 공동체의 중심 종교 기관으로 부상했다. 많은 사마리아 전례는 나중에 4세기 대제사장 바바 랍바에 의해 조직되고 체계화되었다.

### 동로마 제국 시대
사마리아인 자료에 따르면 동로마 황제 제논 (474–491년 재위, 자료에는 "에돔 왕 자이트"로 언급됨)은 사마리아인들을 박해했다. 황제는 네아폴리스(세겜)로 가서 장로들을 모아 기독교로 개종할 것을 요구했다. 그들이 거부하자 제논은 많은 사마리아인들을 죽이고 회당을 교회로 재건했다. 그 후 제논은 게리짐산을 차지하고 그곳에 최근 사망한 아들의 무덤을 포함한 여러 건물을 지었고, 그 위에 십자가를 놓아 사마리아인들이 신을 숭배할 때 그 무덤 앞에서 엎드리게 했다. 484년경 사마리아인들은 반란을 일으켰다. 반군들은 네아폴리스를 공격하여 사마리아인 성지에 지어진 다섯 개의 교회를 불태우고 오순절 의식을 집전하던 테레빈투스 주교의 손가락을 잘랐다. 그들은 유스타 (또는 유스타사/유스타수스)를 왕으로 선출하고 상당한 사마리아인 공동체가 살던 카에사레아로 이동했다. 이곳에서 여러 기독교인들이 살해되었고 성 세바스티안 교회가 파괴되었다. 유스타는 서커스에서 게임으로 승리를 축하했다. 파스칼 연대기에 따르면, 팔레스타인 총독 아스클레피아데스는 카에사레아에 기반을 둔 레게스의 아르카디아니 부대의 증원을 받아 유스타를 물리치고 그를 죽인 후 그의 머리를 제논에게 보냈다. 프로코피오스에 따르면 테레빈투스는 복수를 요청하기 위해 제논에게 갔고, 황제는 직접 사마리아로 가서 반란을 진압했다.

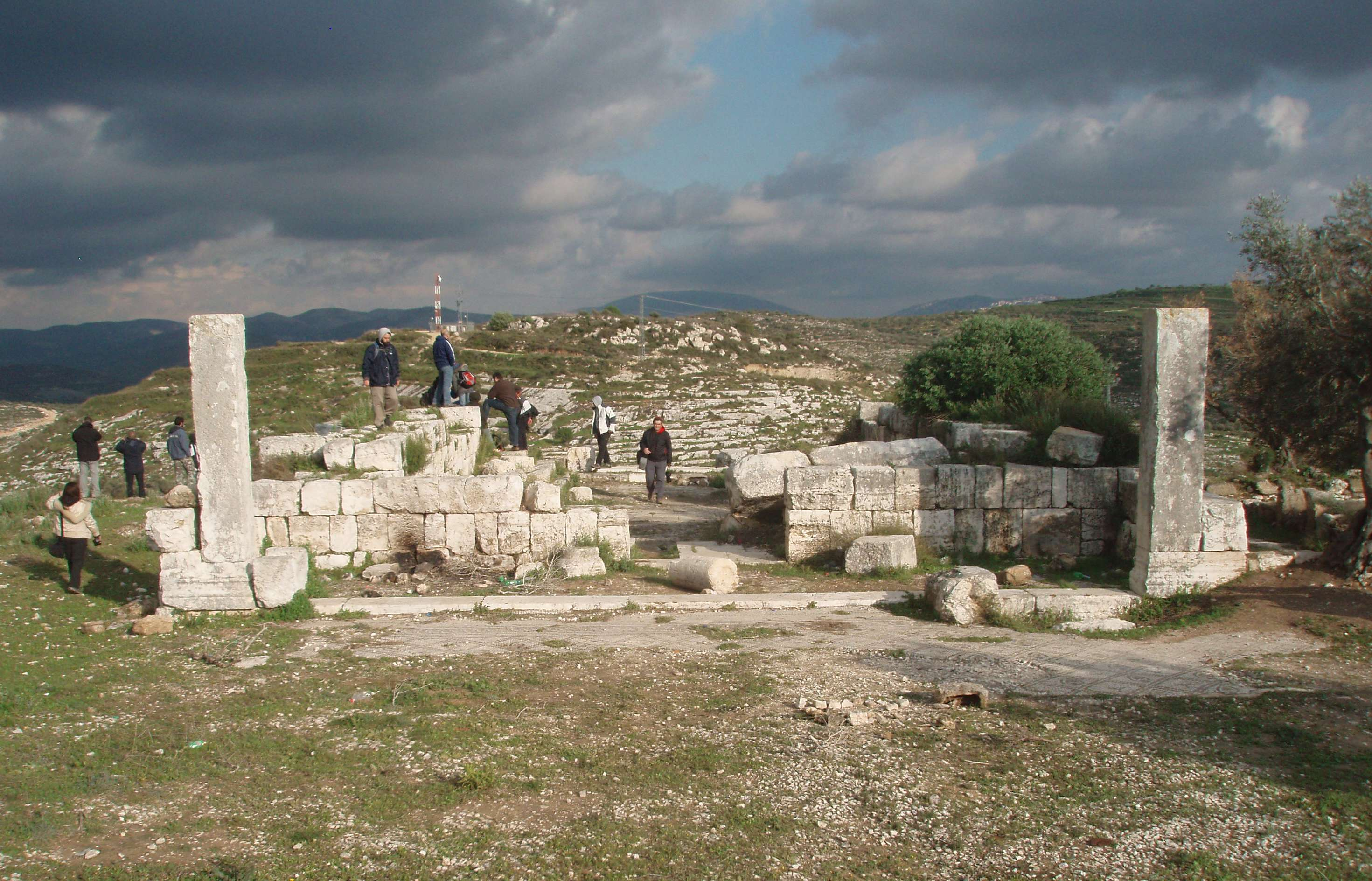
4세기 사마리아 회당 유적. 사마리아인 반란 이후 버려진 것으로 추정된다. 히르베트 사마라

일부 현대 역사가들은 사마리아 자료에 보존된 사실의 순서가 뒤바뀌어야 한다고 믿는다. 즉, 제논의 박해는 반란의 원인이 아니라 결과이며, 484년 이후인 489년경에 일어났어야 한다는 것이다. 제논은 네아폴리스에 성 프로코피우스 교회를 재건했고, 사마리아인들은 게리짐산 출입이 금지되었으며, 그 정상에는 민요에 대비하기 위한 신호탑이 건설되었다.
5세기 초 이 지역으로 순례를 떠났을 때 현지인들과 충돌하고 비기독교인들을 강제 개종시킨 것으로 알려진 메소포타미아 수도승 바르사우마의 익명 전기에 따르면, 바르사우마는 치유 시연을 통해 사마리아인들을 개종시킬 수 있었다. 기원후 6세기 카르멜산 포르피리온 근처 동굴에 살던 금욕주의 치유사 야곱은 사마리아인들을 포함한 추종자들을 끌어들였고, 이들은 나중에 기독교로 개종했다. 증가하는 정부의 압력으로 인해 6세기 기독교로 개종하기를 거부한 많은 사마리아인들은 이교와 심지어 마니교를 선호했을 수도 있다.
카리스마 있는 메시아적 인물인 율리아누스 벤 사바르 (또는 벤 사히르)의 지도 아래, 사마리아인들은 529년에 독립 국가를 세우기 위한 전쟁을 시작했다. 가산족의 도움을 받아 유스티니아누스 1세 황제는 이 반란을 진압했고, 수만 명의 사마리아인들이 죽거나 노예가 되었다. 이전에 렐리기오 리키타 지위를 누리던 사마리아 신앙은 이후 기독교 동로마 제국에 의해 사실상 불법화되었다. 한때 수십만 명에 달했던 사마리아 공동체 인구는 수만 명으로 줄어들었다.
고고학자 클라우딘 도핀이 민족 청소 행위라고 묘사한 비잔틴의 반란 진압은 사마리아 인구의 다섯 세대에 걸쳐 큰 피해를 입혔고, 그들의 종교 중심지를 파괴했으며, 그들의 권리를 박탈했고, 그들을 정치적으로 무의미하게 만들었다. 그럼에도 불구하고 사마리아의 사마리아인 인구는 살아남았다. 기원후 570년 성지로 순례를 떠난 이름 없는 피아첸차 출신의 기독교 순례자는 사마리아를 통과하며 다음과 같이 기록했다. "그곳에서 우리는 사마리아와 유대에 속한 여러 곳을 지나 예언자 엘리사의 안식처인 세바스테 시로 올라갔다. 평원을 통과하는 길에는 여러 사마리아 도시와 마을이 있었고, 우리가 거리를 지날 때마다 그들은 기독교인이든 유대인이든 우리의 발자국을 짚으로 태워 없앴다. 그들은 둘 다를 그렇게 혐오했다." 이 순례자는 또한 시크모나 근처에 카스트라 사마리타노룸(Castra Samaritanorum)이라는 장소를 언급한다.

메나헴 모르에 따르면, 5세기와 6세기 사이 사마리아인 인구 감소는 비잔틴에 대한 봉기보다는 팔레스타인 주민들의 지속적인 기독교화 때문이었다. 모르는 도시와 마을의 많은 사마리아인들이 기독교로 개종했으며, 일부는 압력으로, 일부는 자발적으로 개종했다고 주장한다. 그는 사마리아와 기독교 자료 모두 이러한 현상을 숨기려 했다고 주장한다. 사마리아인들은 자신들의 인구 감소를 강제 개종에 대한 저항에 돌리려 했고, 기독교인들은 사마리아인들이 기독교를 강요받았다는 것을 인정하려 하지 않고 대신 많은 사마리아인들이 반항적인 성격 때문에 살해되었다고 주장하기를 선호했다. 비잔틴 시대 내내 현지 인구의 정체성 변화는 고고학적 발견으로 나타나지 않는다.

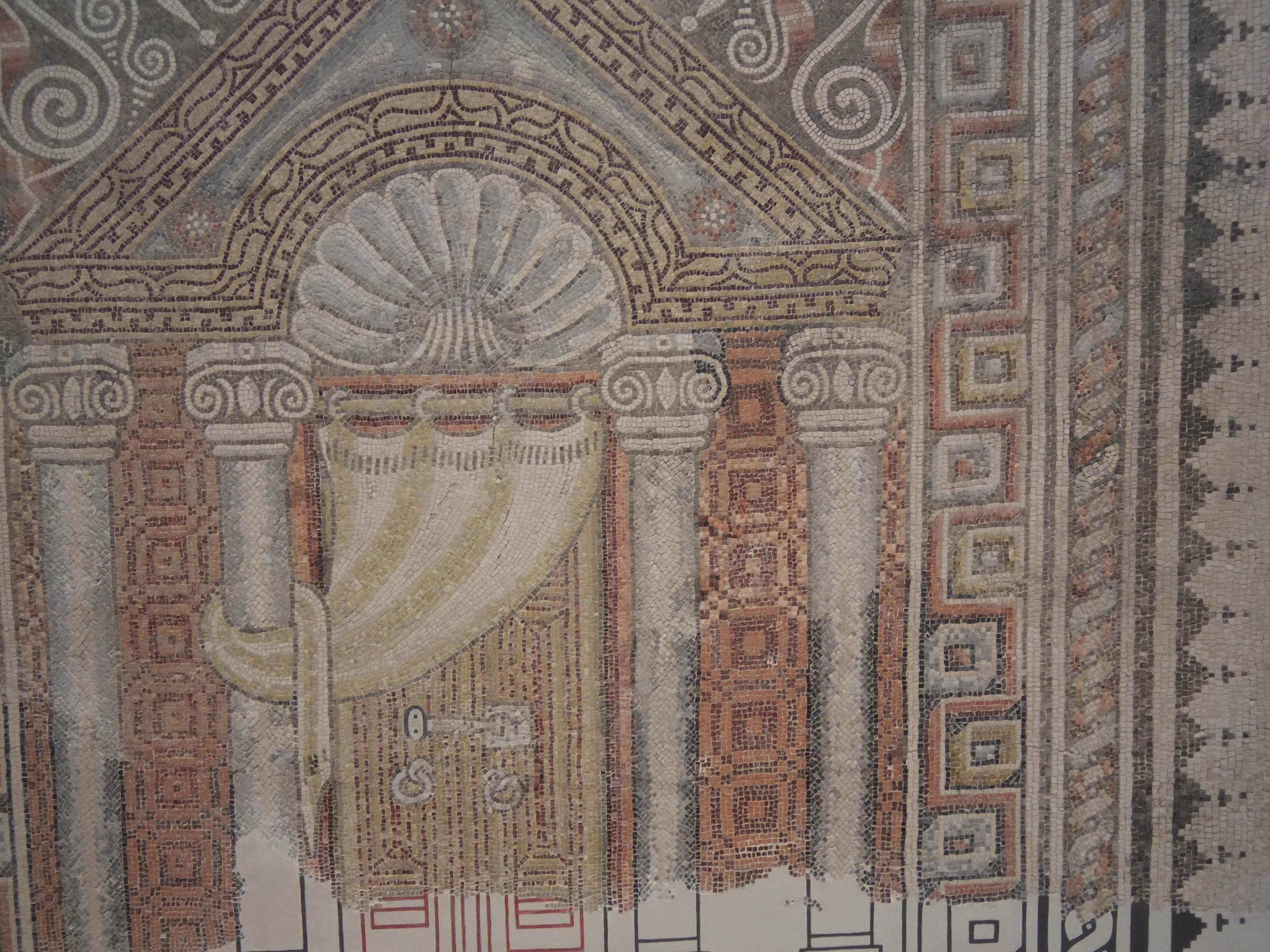
사마리아 회당의 모자이크 (이스라엘 박물관)

### 초기 이슬람 시대
레반트의 이슬람 정복 당시, 준드 필라스틴 외에도 무슬림 이집트, 시리아, 무슬림 이란에 사마리아인의 작은 공동체들이 흩어져 살고 있었다. 밀카 레비-루빈에 따르면, 많은 사마리아인들이 아바스 왕조와 툴룬 왕조의 통치(기원후 878–905년) 하에 강제로 개종했는데, 이는 가뭄, 지진, 지방 총독의 박해, 종교 소수자에 대한 높은 세금, 무정부 상태와 같은 고난을 겪었기 때문이었다.
제국 내의 다른 비무슬림들, 예를 들어 유대인들처럼 사마리아인들도 종종 책의 사람들로 간주되어 종교적 자유를 보장받았다. 그들의 소수자 지위는 무슬림 통치자들에 의해 보호받았고, 그들은 종교를 실천할 권리가 있었지만, 딤미로서 성인 남성은 지즈야 또는 "보호세"를 지불해야 했다. 그러나 이는 아바스 왕조 후기에 바뀌어, 사마리아 공동체를 대상으로 하는 박해가 심화되고 그들을 이슬람으로 개종해야 할 불신자로 간주했다.
알마으문 칼리프(813~833년) 통치 초기 팔레스타인에서는 그의 통치에 내부 분쟁이 발생하여 무정부 상태가 되었다. 아불 파트흐의 연대기에 따르면, 이 시기에는 많은 충돌이 발생했고, 주민들은 기근으로 고통받았으며 심지어 두려움에 집을 버리고 도피하기도 했고, "많은 이들이 신앙을 버렸다." 예외적인 사례는 830년에 팔레스타인에 도착한 반란군 이븐 피라사의 경우인데, 그는 사마리아인들을 싫어하고 박해했다고 전해진다. 그는 그들을 처벌하고 이슬람으로 강제 개종시켰으며, 사마리아인 남녀노소로 감옥을 채워 많은 이들이 굶주림과 갈증으로 죽었다. 그는 또한 그들이 아들들을 8일째에 할례시키는 것에 대해 대가를 요구했다. 이러한 박해의 결과로 당시 많은 사마리아인들이 종교를 버렸다. 반란은 진압되었지만, 알무타심 칼리프는 반군에 대한 세금을 인상했고, 이는 두 번째 봉기를 촉발시켰다. 반군 세력은 나블루스를 점령하여 사마리아인과 도시티아파(사마리아인 종파) 회당에 불을 질렀다. 아바스군이 이 봉기를 진압하자 공동체의 상황은 잠시 개선되었고, 대제사장 피나스 벤 네타넬은 나블루스 회당에서 예배를 재개했다. 알-와티크 빌라흐 통치 하에, 야만족의 지지를 받은 아부-하르브 타밈이 또 다른 봉기를 이끌었다. 그는 나블루스를 점령하고 많은 사람들을 도피시켰으며, 사마리아 대제사장은 부상을 입고 나중에 헤브론에서 상처로 사망했다. 사마리아인들은 아부-하르브 타밈이 패배하고 포로로 잡힐 때(기원후 842년)까지 집으로 돌아가지 못했다.
알무타와킬 칼리프(847-861년)의 통치 기간 동안 딤미에 대한 여러 제한이 다시 시행되었고, 물가는 다시 상승하여 많은 사람들이 극심한 빈곤을 겪었다. "끔찍한 물가 상승과 지즈야 지불에 지쳐 많은 사람들이 신앙을 잃었다. 신앙을 버리고 사라진 자녀와 가족이 많았다." 남성이 붉은 타르부시를 착용하는 전통 또한 알무타와킬의 명령으로 거슬러 올라갈 수 있는데, 이는 비무슬림이 무슬림과 구별되도록 요구한 것이었다. 그러나 이는 무슬림이 살라(매일 기도) 중에 머리를 땅에 대기 때문에 타르부시를 쓰고 기도하는 것이 더 쉬웠다는 이유로 이의가 제기된다.
아부 파트흐 연대기에 언급된 수많은 사마리아인의 이슬람 개종 사례는 사마리아 인구의 광범위한 빈곤을 초래한 경제적 어려움, 무슬림 공격자들로부터 사마리아인들을 무방비 상태로 만든 무정부 상태, 그리고 그러한 사람들과 다른 사람들의 사마리아인에 대한 강제 개종 시도와 모두 관련되어 있다. 사마리아 공동체가 다른 딤미 공동체 중 가장 작았고, 텍스트에 의해 증명되듯이 무슬림 정착지가 계속 확장되던 사마리아에 위치했다는 점을 염두에 두는 것이 중요하다. 9세기까지 신질과 진사푸트와 같은 마을들은 이미 무슬림이었다. 이는 사마리아인들이 다른 딤미보다 더 취약했으며, 이는 그들의 이슬람화 범위를 크게 넓혔음을 가정하게 한다.
고고학 자료에 따르면 8세기와 9세기에 사마리아 서쪽의 포도즙 양조장이 운영을 중단했지만, 그 마을들은 존속했다. 일부 사례에서는 이러한 장소들이 사마리아인 소유임이 확실하게 확인되었고, 다른 경우에도 그럴 가능성이 높다. 한 이론에 따르면, 이슬람으로 개종한 현지 사마리아인들은 마을을 유지했지만, 샤리아에 의해 포도주 양조가 금지되었다. 이러한 발견들은 아바스 왕조 시대로 거슬러 올라가며, 역사적 자료에 묘사된 이슬람화 과정과 일치한다.
시간이 지남에 따라 기록된 자료에서 나블루스에 대한 정보가 늘어나고 사마리아인들이 이전에 살았던 광대한 농업 지역에 대한 정보는 줄어든다. 따라서 아바스 왕조 시대는 사마리아 지역에서 사마리아인 농촌 거주지가 사라진 시기로 볼 수 있다. 이 시기 말기에는 사마리아인들이 주로 나블루스에 집중되었고, 카에사레아, 카이로, 다마스쿠스, 알레포, 사렙타, 아스칼론 등지에는 소수의 공동체가 남아 있었다. 사마리아인들은 11세기부터 아람어와 아랍어를 사용하다가 점차 아랍어만을 사용하게 되었다.

### 십자군 시대
십자군 시대에 프랑크인들이 사마리아인 대다수가 살던 나블루스를 점령했다. 아르수프, 카에사레아, 아크레, 그리고 아마도 아스칼론의 사마리아 해안 공동체에서는 학살이 일어났다. 나블루스에 대한 초기 라지아 동안 침략한 프랑크인들은 사마리아인 건물을 파괴했고, 얼마 후에는 게리짐산의 의식 목욕탕과 회당을 헐어버렸다. 십자가를 든 기독교인들은 평화로운 전환을 성공적으로 요청했다. 프랑크족 통치 기간 동안 그들에게 닥친 재앙은 살라딘의 지휘관 바즈와드와 같은 무슬림들에게서 왔다. 바즈와드는 1137년 나블루스를 습격하여 사마리아인 남성, 여성, 어린아이 500명을 다마스쿠스로 납치했다.

### 아이유브 왕조와 맘루크 왕조 통치
20세기 사마리아 대제사장이 회상한 전통에 따르면, 살라딘에 의해 임마타인 마을에서 200명의 사마리아인들이 강제로 이슬람으로 개종당했다고 한다. 그러나 기록된 자료에는 이 사건에 대한 언급이 없다.

### 오스만 제국 시대

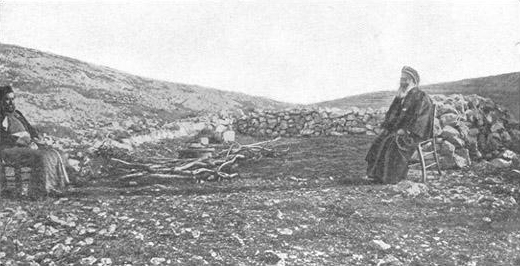
게리짐산의 사마리아 예배 중심지. c. 1900년 팔레스타인 탐사 기금 사진

1525–1526년 오스만 제국 인구 조사에 따르면, 가자에 25가구, 나블루스에 29가구의 사마리아인들이 살았다. 1548–1549년에는 가자에 18가구, 나블루스에 34가구가 있었다. 1596–1597년에는 가자에 8가구, 나블루스에 20가구, 사페드에 5가구가 있었다.
이집트의 사마리아 공동체는 맘루크 정부에서 일하던 사마리아인에 대한 오스만 제국의 박해로 인해 축소되었고, 그들 대부분은 이슬람으로 개종했다. 다마스쿠스에서는 17세기 초 오스만 파샤 마르담 베킨의 통치 기간 동안 사마리아 공동체의 대다수가 학살당하거나 이슬람으로 개종했다. 그곳에 남아있던 사마리아 공동체의 잔류자들, 특히 오늘날에도 여전히 영향력 있는 다나피 가문은 17세기에 나블루스로 돌아왔다. 마타리 가문은 가자에서 나블루스로 거의 같은 시기에 이주했으며, 마르히브 가문은 사라판드, 레바논에서 돌아왔다. 가자나 다마스쿠스에는 사마리아인이 더 이상 없었고, 가자에 소수만이 남아 있었다.
나블루스 공동체는 살아남은 디아스포라의 대부분이 돌아왔기 때문에 존속할 수 있었고, 오늘날까지 그곳에 소규모 존재를 유지하고 있다. 1624년에 아론의 아들 엘르아살의 후손인 마지막 사마리아 대제사장이 후사 없이 사망했지만, 사마리아 전통에 따르면 아론의 다른 아들 이다말의 후손들이 남아 그 직책을 이어받았다. 대제사장 셸라미아 벤 피나스의 사망 이후 사마리아인에 대한 무슬림 박해가 심화되었고, 그들은 폭력적인 폭동의 대상이 되어 많은 이들이 이슬람으로 개종하게 되었다. 1624년, 생존자들은 게리짐산 정상으로의 접근이 금지되었고, 산 동쪽 경사면에서만 유월절 희생 제사를 드릴 수 있었다. 17세기 중반까지 나블루스, 가자, 야파에 매우 작은 사마리아 공동체가 살아남았다.
나블루스의 사마리아 공동체 지위는 18세기 초 크게 향상되었다. 그들 중 한 명인 이브라힘 알-다나피는 시인이자 작가였으며, 당시 도시를 지배하던 투칸 가문에서 일했다. 알-다나피는 또한 공동체가 사용할 비느하스 언덕과 게리짐산 정상의 부지를 구입했지만, 공동체 회복에 필요한 유리한 조건은 오래 지속되지 않았다. 1759년 지진, 뒤이은 풍토병, 그리고 사마리아인에게 부과된 다른 제한들은 그들의 공동체 성장을 제한했고, 18세기 말에는 무역, 중개업, 세금 징수로 생계를 유지하는 200명의 사람들만이 남아 있었다.
19세기에 대부분의 사마리아인 가족은 나블루스 남서부에 있는 붐비는 하랏 엘-솜라(Harat el-Somra)에 살았다. 이 시기에는 겸손한 사마리아 회당인 "엘-카니스"가 공동체의 문화, 종교, 사회 생활의 중심지 역할을 했다. 일부 사마리아인들은 시 당국의 서기로 일했고, 다른 이들은 나블루스와 그 주변 지역에서 소규모 사업과 공예품을 만들었다. 일부는 늘어나는 관광객과 다른 방문객들로부터 구걸을 강요당하기도 했다. 가정과 단체의 운영을 유지하기 위해 사마리아 공동체는 때로는 고대 필사본을 팔기도 했다.
1840년대에 나블루스의 울라마는 사마리아인들이 "책의 사람들"로 간주될 수 없으며, 따라서 이교도와 같은 지위를 가지므로 이슬람으로 개종하거나 처형되어야 한다고 주장하기 시작했다. 그 결과, 1841년에는 한 사마리아인 과부의 두 자녀를 강제로 개종시키려 했다. 그녀의 어린 딸은 두려움으로 죽었지만, 14세 아들은 이슬람으로 개종했다. 다른 사마리아인도 나중에 강제로 이슬람으로 개종되었다. 프랑스 국왕에게 호소하는 것도 도움이 되지 않았다. 사마리아인들은 결국 유대인 하함 바시 하임 아브라함 가긴의 도움을 받았다. 그는 사마리아인들이 "토라의 진실을 인정하는 이스라엘 자손의 한 분파"이며, 따라서 "책의 사람들"로 보호받아야 한다고 선언했다. 그 결과, 울라마는 사마리아인에 대한 설교를 중단했다. 사마리아인들은 또한 아랍 무슬림들에게 약 1000 파운드의 뇌물을 주었고, 마침내 숨어있던 곳에서 나왔다. 그러나 그들은 1849년까지 게리짐산에서 유월절 희생 제사를 드리는 것이 금지되었다. 오스만 제국 말기에는 사마리아 공동체는 가장 낮은 수준으로 감소했다. 19세기에는 현지 통치자들의 개종 압력과 박해로 인해 공동체는 100여 명에 불과했다.

### 팔레스타인 위임통치령

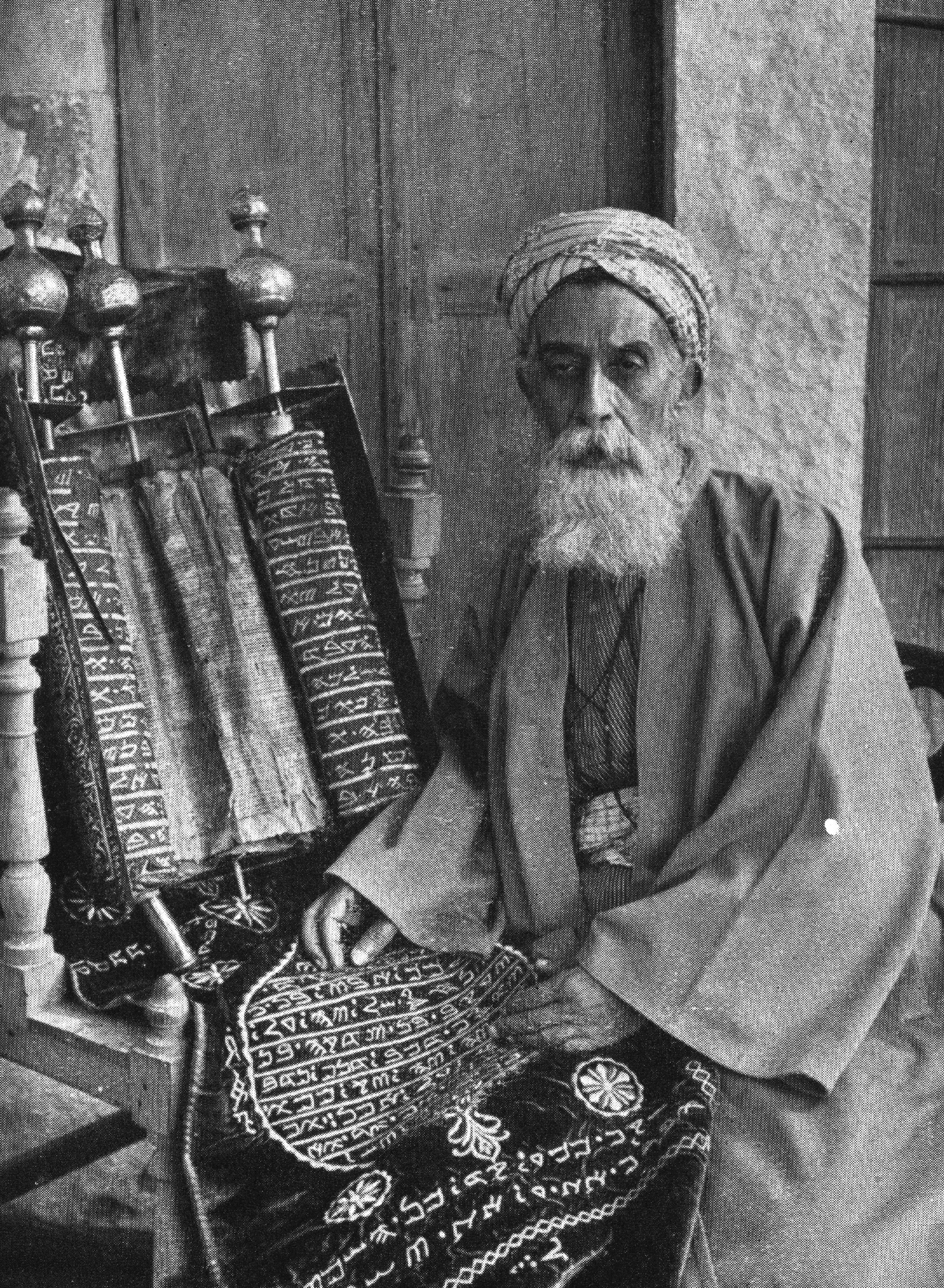
1920년경 나블루스의 사마리아인 대제사장 이츠하크 벤 암람 벤 샬마 벤 타비아

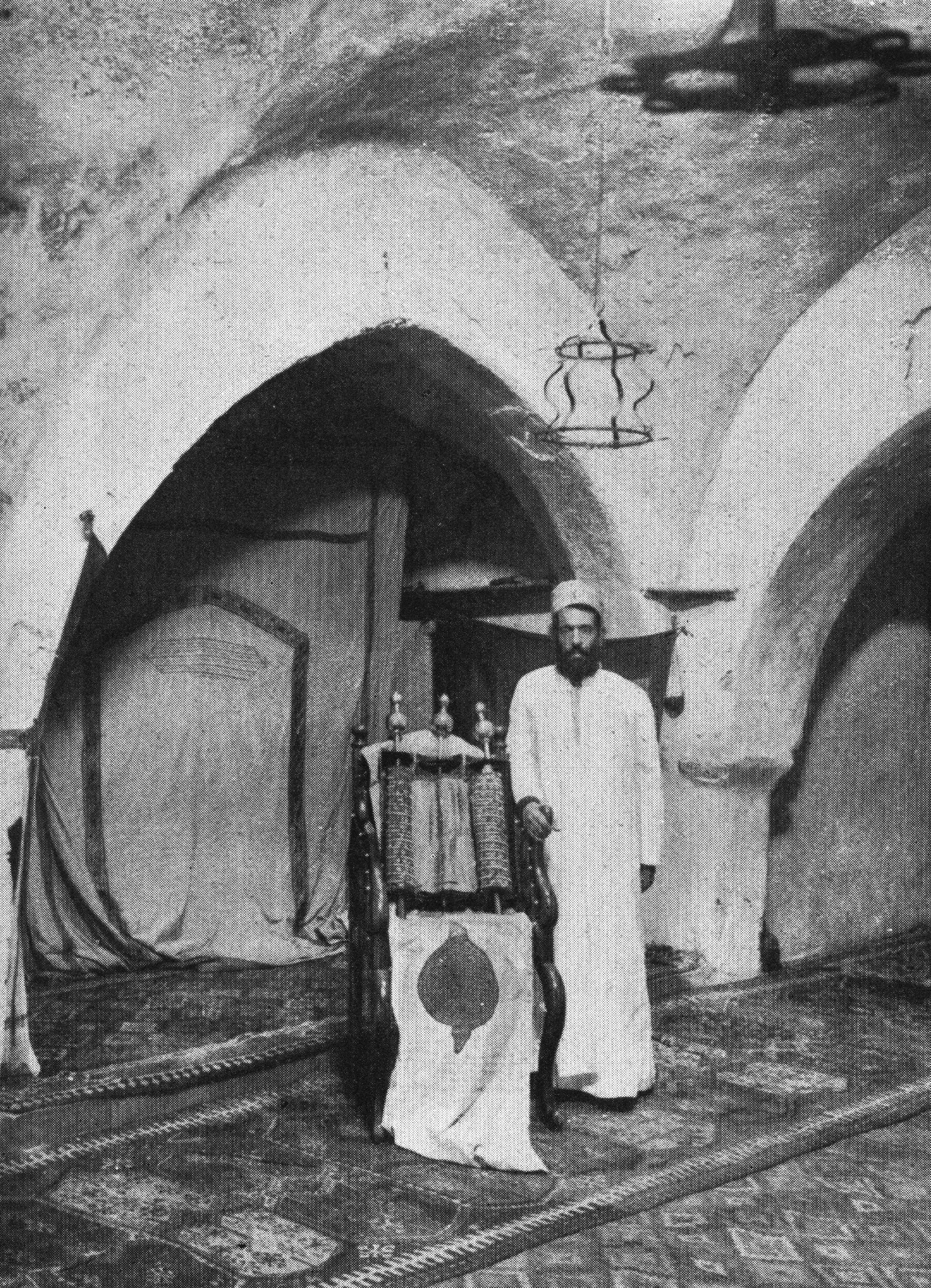
1920년경 나블루스 사마리아인 회당 내부

영국 위임통치령 팔레스타인 기간 동안 사마리아 공동체의 상황은 크게 개선되었다. 당시 그들은 다른 많은 집단들처럼 공공 부문에서 일하기 시작했다. 더 나은 의료 서비스와 사마리아인 남성들이 유대인 여성들과 결혼하면서, 위임통치령 기간 내내 공동체의 인구 통계학적 지위가 향상되었다. 1922년과 1931년 인구 조사는 팔레스타인에 각각 163명과 182명의 사마리아인이 있다고 기록했다. 147명은 나블루스에 살았고, 12명은 툴카름에, 12명은 야파에, 6명은 트란스요르단의 살트에 거주했다. 나중에 일부는 라마트간과 심지어 하이파로 이주하기도 했다.
1929년 팔레스타인 폭동 중 아랍 폭도들은 게리짐산에서 유월절 희생 제사를 드리고 있던 사마리아인들과 그들의 손님들에게 돌을 던지며 공격했다. 팔레스타인 경찰이 개입하여 잠재적인 사망자를 막았다.

### 이스라엘, 요르단, 팔레스타인의 통치
이스라엘 건국 후 야파에 살던 일부 사마리아인들은 사마리아로 이주하여 나블루스에 거주했다. 1950년대 후반까지 약 100명의 사마리아인들이 요르단 서안 지구 당국과의 합의에 따라 요르단강 서안 지구를 떠나 이스라엘로 이주했다. 1954년 이스라엘 대통령 이츠하크 벤즈비는 이스라엘 홀론의 벤 암람 거리 15a에 사마리아인 거주지를 조성했다. 요르단이 서안 지구를 통치하던 시기에는 홀론의 사마리아인들은 1년에 한 번, 유월절에만 게리짐산을 방문할 수 있었다.

1967년 제3차 중동 전쟁 중 이스라엘은 요르단강 서안 지구를 점령했고, 그곳의 사마리아인들은 이스라엘의 통치 아래 놓이게 되었다. 1990년대까지 요르단강 서안 지구의 사마리아인 대부분은 나블루스에 거주했다. 그들은 제1차 인티파다 (1987–1990년) 중 폭력으로 인해 이스라엘 정착촌인 하르 브라카 근처 게리짐산으로 이주했다. 결과적으로 나블루스 사마리아인 공동체에는 버려진 회당만이 남아 있다. 이스라엘 방위군은 이 지역에 주둔하고 있다. 나블루스의 사마리아인들은 키르야트 루자 마을로 이주했다. 1990년대 중반, 키르야트 루자의 사마리아인들은 이스라엘 시민권을 부여받았다. 그들은 또한 오슬로 협정 이후 팔레스타인 자치 정부 시민이 되었다. 결과적으로 그들은 이중 이스라엘-팔레스타인 시민권을 가진 유일한 사람들이다.

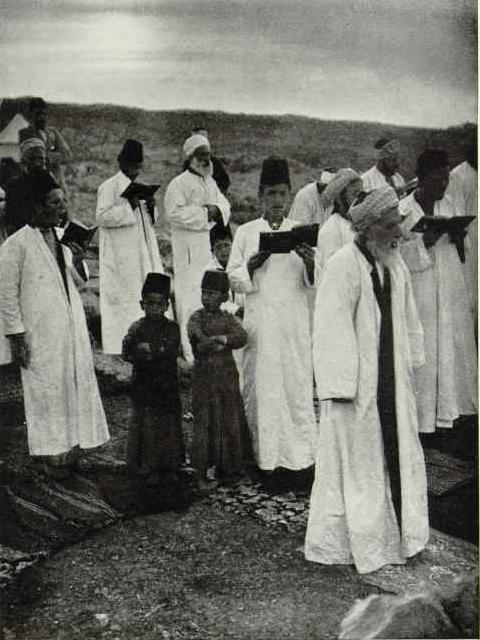
유월절 잔치 후 일주일 내내 사마리아인들은 게리짐산에 진을 친다.
야영 마지막 날 새벽에 그들은 성스러운 산 정상으로 순례를 시작한다. 그러나 이 순례를 떠나기 전에 그들은 천을 깔고 침묵 속에서 신앙 고백과 창조 이야기를 반복한 후, 큰 소리로 창세기를 읽고 출애굽기 첫 부분을 읽으며 유월절 이야기와 이집트 탈출 이야기로 마무리한다
— 존 D. 휘팅
내셔널 지오그래픽 매거진, 1920년 1월

오늘날 이스라엘의 사마리아인들은 사회에 완전히 통합되어 이스라엘 방위군에서 복무한다. 요르단강 서안 지구의 사마리아인들은 이스라엘 시민권을 유지하면서 팔레스타인 이웃들과 좋은 관계를 유지하려고 노력하며, 히브리어와 아랍어 모두에 유창하고 히브리어와 아랍어 이름을 모두 사용한다.

## 유전 연구

### 사마리아인 혈통
사마리아인 공동체에 대한 인구 통계 조사는 1960년대에 수행되었다. 지난 13세대의 상세한 가계도는 사마리아인들이 네 가지 혈통으로 구성되어 있음을 보여준다.
- 레위 지파의 제사장 코헨 혈통.
- 므나쎄 지파의 후손이라고 주장하는 체다카 혈통.
- 에브라임 지파의 후손이라고 주장하는 여호수아-마르히브 혈통.
- 에브라임 지파의 후손이라고 주장하는 다나피 혈통.

### Y-DNA 및 mtDNA 비교
최근 사마리아인 인구에 대한 여러 유전 연구가 하플로그룹 비교 및 전체 게놈 유전 연구를 사용하여 이루어졌다. 분석에 사용된 12명의 사마리아인 남성 중 10명(83%)은 하플로그룹 J에 속하는 Y 염색체를 가지고 있었으며, 여기에는 네 사마리아인 가문 중 세 가문이 포함된다. 여호수아-마르히브 가문은 하플로그룹 J-M267 (이전 "J1")에 속하며, 다나피와 체다카 가문은 하플로그룹 J-M172 (이전 "J2")에 속하며, M67 SNP(다나피 가문에서 발견된 파생 대립유전자)와 체다카 가문에서 발견된 PF5169 SNP로 further 구별될 수 있다. 그러나 가장 크고 중요한 사마리아인 가문인 코헨 가문(전통: 레위 지파)은 하플로그룹 E에 속하는 것으로 밝혀졌다.
션 등(2004)의 사마리아인의 유전적 조상에 대한 2004년 논문은 베타 이스라엘, 아슈케나짐, 이라크 유대인, 리비아 유대인, 모로코 유대인, 예멘 유대인을 비롯한 이스라엘에 거주하는 여러 유대인 집단과 이스라엘의 드루즈 및 팔레스타인인들을 비교한 샘플에서 "주성분 분석은 사마리아인과 유대인 부계 혈통의 공통 조상을 시사했다. 전자의 대부분은 오늘날 부계로 유전된 이스라엘 대제사장직(코헤님)으로 식별되는 공통 조상으로 거슬러 올라갈 수 있으며, 이 공통 조상은 아시리아의 이스라엘 왕국 정복 시기로 추정된다." 사마리아인의 미토콘드리아 혈통은 이라크 유대인과 팔레스타인인의 mtDNA 서열과 가장 유사했다.

### 상염색체 DNA
상염색체적으로, 사마리아인들은 다른 레반트 인구와 집단적으로 나타난다. 사마리아인들은 또한 혼합면에서 다른 레반트 집단과 유사하지만, 아랍 이웃들에게서 소량 발견되는 사하라 이남 아프리카 혼합이 많지 않다. 그들은 또한 다른 집단과 구별되는 상당한 유전적 부동을 보인다.

## 인구 통계

### 통계

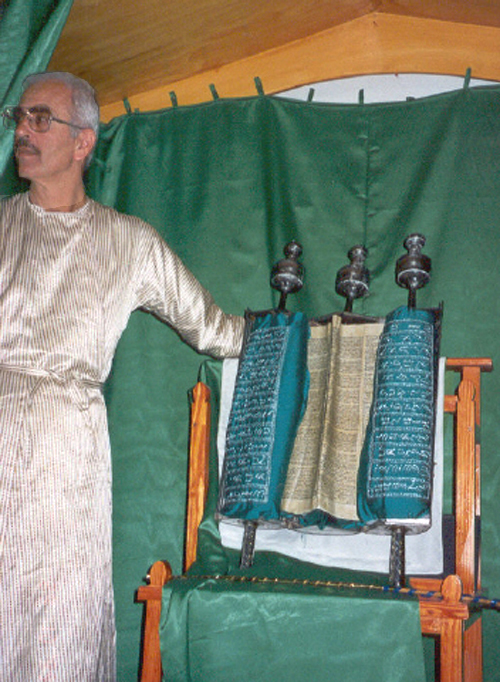
한 사마리아인과 사마리아 토라

성경 시대에는 1백만 명의 사마리아인이 있었다고 하지만, 최근에는 그 수가 더 적다. 1786년에는 100명, 1919년에는 141명, 그리고 1967년에는 150명이었다. 이 수는 2011년에 745명, 2012년에 751명, 2013년에 756명, 2014년에 760명, 2015년에 777명, 2016년에 785명, 2017년에 796명, 2018년에 810명, 2019년에 820명으로 증가했다. 사마리아 공동체의 수는 이 지역에서 다양한 무슬림 통치 기간 동안 감소했다. 사마리아인들은 기독교인들만큼 외국의 도움에 의존할 수 없었고, 유대인들만큼 많은 디아스포라 이민자들을 보유하지도 못했다. 한때 번성했던 공동체는 시간이 지남에 따라 이민 또는 남아있는 사람들 중 이슬람으로의 개종으로 인해 쇠퇴했다.

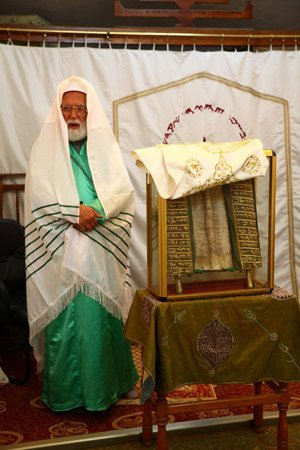
현재 사마리아 대제사장: "아베드 엘 벤 아셰르 벤 마츨리아흐", 1624년 이래 아론 제사장의 아들 이다말의 혈통을 잇는 133대 대제사장. 2013년부터 현재까지 직무를 수행 중이다.

오늘날 절반은 현대식 주택에 거주하며 그들에게 성스러운 게리짐산의 키르야트 루자에 살고, 나머지는 홀론에 살고 있다. 또한 비냐미나-기바트 아다, 마탄, 아슈도드에 네 가족의 사마리아인들이 살고 있다. 적대적인 지역의 이웃들 사이에 물리적으로 나뉘어 있는 작은 공동체로서, 사마리아인들은 아랍-이스라엘 분쟁에서 어느 한쪽에 노골적으로 편을 들기를 주저해왔는데, 이는 그렇게 할 경우 부정적인 결과를 초래할 수 있다는 두려움 때문이었다. 이스라엘 시민인 사마리아인들은 이스라엘의 유대인 시민들과 함께 군대에 징집된다.

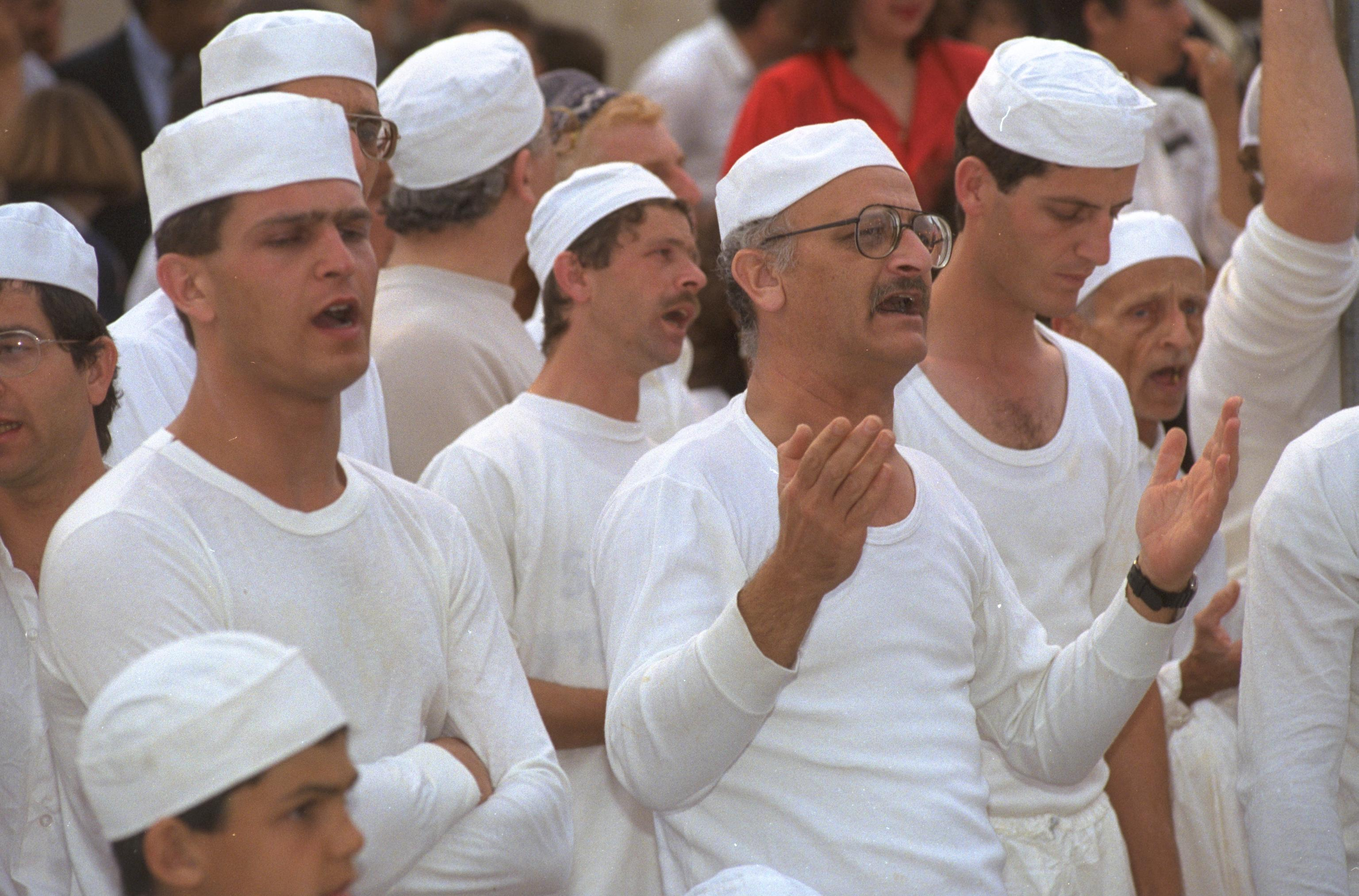
요르단강 서안 지구 게리짐산에서 유월절 기념 의식 중에 기도하는 사마리아인들

이스라엘 유대인들, 무슬림 및 팔레스타인 기독교인 이웃 지역과의 사마리아인 관계는 복합적이었다. 이스라엘과 요르단강 서안 지구에 거주하는 사마리아인들은 이스라엘 시민권을 가지고 있다.
팔레스타인 자치 정부가 통치하는 지역의 사마리아인들은 무슬림 다수 민족 속의 소수 민족이다. 그들은 1996년 선거에서 팔레스타인 입법회에 의석을 할당받았지만, 더 이상은 그렇지 않다. 요르단강 서안 지구에 거주하는 사마리아인들은 이스라엘과 팔레스타인 자치 정부 모두로부터 여권을 발급받았다.

### 공동체 생존
오늘날 공동체가 직면한 가장 큰 문제 중 하나는 지속성 문제이다. 코헨, 체다카, 다나피, 마르히브라는 네 가문으로만 나뉘고(마타르 가문은 1968년에 단절), 개종자를 일반적으로 받아들이지 않기 때문에, 사마리아인들이 확대 가족 내, 심지어 사촌과 결혼하는 것이 흔하다. 작은 유전자풀로 인해 집단 내에 유전 질환의 역사가 있었다. 이를 해결하기 위해 홀론 사마리아 공동체는 공동체 남성들이 사마리아 종교 관습을 따르는 데 동의할 경우 비사마리아인(주로 이스라엘 유대인) 여성과 결혼하는 것을 허용했다. 여성이 이 약속을 이행할 의지가 있는지 확인하기 위해 사마리아 공동체에 공식적으로 가입하기 전에 6개월의 시험 기간이 있다. 이는 종종 여성들에게 문제가 되는데, 월경 기간과 출산 후에는 별도의 거처에서 생활해야 하는 등 성경적(레위기) 율법의 엄격한 해석을 받아들이는 것을 꺼리는 경우가 많기 때문이다. 종교간 결혼의 몇몇 사례도 있었다. 또한, 사마리아 공동체 내의 모든 결혼은 텔 하쇼메르 병원의 유전학자가 먼저 승인하여 유전 질환의 확산을 막는다. 국제 결혼 중개업체가 주선한 만남에서, 유전자풀을 확장하기 위해 소수의 러시아와 우크라이나 여성들이 사마리아 종교 관습을 준수하는 데 동의하고 키르야트 루자 사마리아 공동체에 결혼하는 것이 허용되었다. 복혼은 19세기까지 사마리아인들 사이에서 행해졌다고 보고된다. 오늘날에는 여성의 수가 적고, 이스라엘 영토 내에 거주하는 사마리아인들에게는 불법이기 때문에 사실상 찾아보기 힘들다.
이스라엘의 사마리아 공동체는 일부 젊은이들이 공동체를 떠나 유대교로 개종하면서 인구 통계학적 어려움에 직면해 있다. 주목할 만한 사례로는 이스라엘 TV 진행자 소피 체다카가 있는데, 그녀는 18세에 공동체를 떠난 것에 대한 다큐멘터리를 제작했다.
공동체의 수장은 사마리아 대제사장으로, 1624년 이래 아론 제사장의 아들 이다말의 혈통을 잇는 133대 대제사장이다. 그 전에는 제사장직이 아론 제사장의 아들 엘르아살의 혈통을 통해 이어졌다. 현재 대제사장은 2013년 4월 19일에 직무를 맡은 아베드엘 벤 아셰르 벤 마츨리아흐이다. 각 세대의 대제사장은 제사장 가문에서 나이가 가장 많은 사람에 의해 선출되며, 게리짐산에 거주한다.

### 나블루스와 그 주변 지역 팔레스타인 무슬림의 사마리아인 기원
나블루스의 현지 팔레스타인 주민 상당수는 이슬람으로 개종한 사마리아인의 후손으로 여겨진다. 사마리아인 조상에 대한 전통은 하야와 같은 인근 마을에서도 기록되었다. 오늘날에도 알-아마드, 알-사므리, 마슬라마니, 야이쉬, 샤크쉬르 등과 같은 특정 나블루스 가문 이름은 사마리아인 조상과 관련되어 있다. 예를 들어, 나블루스의 야이쉬 가문은 7세기에 살았던 마그데드로부터 유래한 므나쎄 지파의 사마리아인 미타위야 가문의 후손이라고 전해진다.
역사가 파야드 알티프에 따르면, 많은 사마리아인들이 다양한 무슬림 통치자들의 박해로 인해 이슬람으로 개종했으며, 이슬람의 일신론적 특성으로 인해 개종이 쉬웠다. 아바스 왕조 시대에는 경제적 어려움, 사회 혼란, 그리고 무슬림 공격자들의 압력으로 인해 많은 사마리아인들이 이슬람으로 개종했다. 이후 1021년 파티마 칼리파국의 알하킴 칙령으로 남부 레반트의 유대인과 기독교인들에게 이슬람으로 개종하거나 떠나도록 명령하고, 반란군 이븐 피라사에 의한 또 다른 강제 개종이 사마리아인들의 급격한 감소를 촉진하고 독특한 종교 공동체로서 거의 멸종 직전에 이르게 했다. 사마리아인들 스스로는 오스만 시대를 그들의 현대사에서 최악의 시기로 묘사하는데, 많은 사마리아인 가문이 이 시기에 강제로 이슬람으로 개종했기 때문이다. 그 결과, 로마(비잔틴) 시대 후반에 거의 150만 명에 달했던 사마리아인들은 오스만 시대 말기에는 146명으로 감소했다.
사마리아인 역사가 벤야민 체다카는 이슬람으로 개종한 많은 사마리아인들이 원래의 성을 유지하여 후대에 물려주었다고 언급했다. 결과적으로, 히브리어 기원의 이름을 가졌지만 아랍어 발음으로 변형된 대부분의 마을에서는 아랍 가문들이 여전히 사마리아인 조상의 성을 가지고 있다. 나블루스 자체에서도 일부 무슬림들은 사마리아인 조상을 공개적으로 인정한다고 그는 언급한다. 예를 들어, 1968년 파타 무장대원 나세르 샤르시르는 자신의 증조부에게서 사마리아인의 피가 흐를 가능성을 시사했다.
1940년 이스라엘의 역사가이자 미래의 대통령인 이츠하크 벤즈비는 나블루스와 주변 인근 마을 주민의 3분의 2가 사마리아인 혈통이라고 주장하는 기사를 썼다. 그는 알-아마드, 알-사므리, 부와르다, 카셈 가문 등 여러 팔레스타인 무슬림 가문들이 사마리아인 혈통을 가지고 있으며, 이 가문들이 1850년대에 사마리아인들을 무슬림 박해로부터 보호했다고 언급했다. 또한, 그는 이 가문들이 사마리아인 혈통을 증명하는 서면 기록을 가지고 있었으며, 이는 그들의 제사장과 장로들에 의해 보존되었다고 썼다.

## 사마리아교

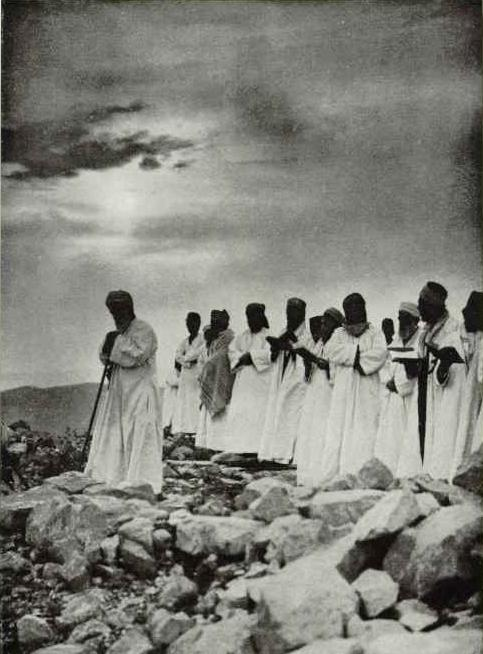
게리짐산의 성스러운 바위 앞에서 기도하는 사마리아인들.

사마리아교는 사마리아 오경을 중심으로 하는데, 사마리아인들은 이를 시내산에서 모세와 이스라엘 백성에게 주어졌던 토라의 원본이자 변형되지 않은 버전이라고 믿는다. 사마리아 오경은 유대교에서 사용하는 마소라 버전의 토라와 일부 차이가 있는데, 사마리아 전통에 따르면 유대교 본문의 핵심 부분은 에즈라에 의해 위조되었다. 사마리아 버전의 여호수아기 또한 실로에 초점을 맞춘 유대 버전과 다르다. 사마리아 전통에 따르면, 여호수아는 이스라엘 백성이 가나안 땅에 들어간 지 2년째에 게리짐산에 성전(알-하이칼)을 짓고 그 안에 성막(알-마슈칸)을 두었다.
사마리아 성경과 전통에 따르면, 세겜 (현대 나블루스, 요르단강 서안 지구 남쪽에 위치) 근처의 게리짐산은 다윗 왕과 솔로몬 왕이 통일 이스라엘 왕국을 통치하며 예루살렘 성전이 세워지기 훨씬 전부터 여호수아가 가나안을 정복한 이래로 이스라엘 백성에게 가장 신성한 곳으로 숭배되었다. 이 견해는 성전산을 하나님을 예배하는 세계에서 가장 신성한 장소로 여기는 유대교의 믿음과 다르다. 사마리아 전통에서는 자신들의 주장을 뒷받침하기 위해 토라에 게리짐산에 대한 13가지 언급이 있다고 가르치는 반면, 유대교는 후대 유대 예언자와 기록에만 의존하여 예루살렘의 신성함을 주장한다.
다른 사마리아 전통서에는 『마르카의 회고록』(마르카의 가르침), "데프터"로 알려진 사마리아 전례서, 그리고 사마리아 율법전과 성경 주해서가 있다.
성지 밖에 있는 사마리아인들은 사바스, 의식적 순수성, 그리고 유월절 희생 제물을 제외한 모든 사마리아교 축제를 준수하는데, 유월절 희생 제물은 게리짐산에서만 행할 수 있다.

### 희생 제물의 위치
사마리아인들에 따르면, 아브라함이 아들 이사악을 희생 제물로 바치라는 하나님의 명령을 받은 곳은 게리짐산이었다. 하나님은 그 희생 제사를 중단시키시고, 이것이 아브라함의 순종에 대한 궁극적인 시험이었으며, 그 결과 온 세상이 축복받을 것이라고 설명하신다.

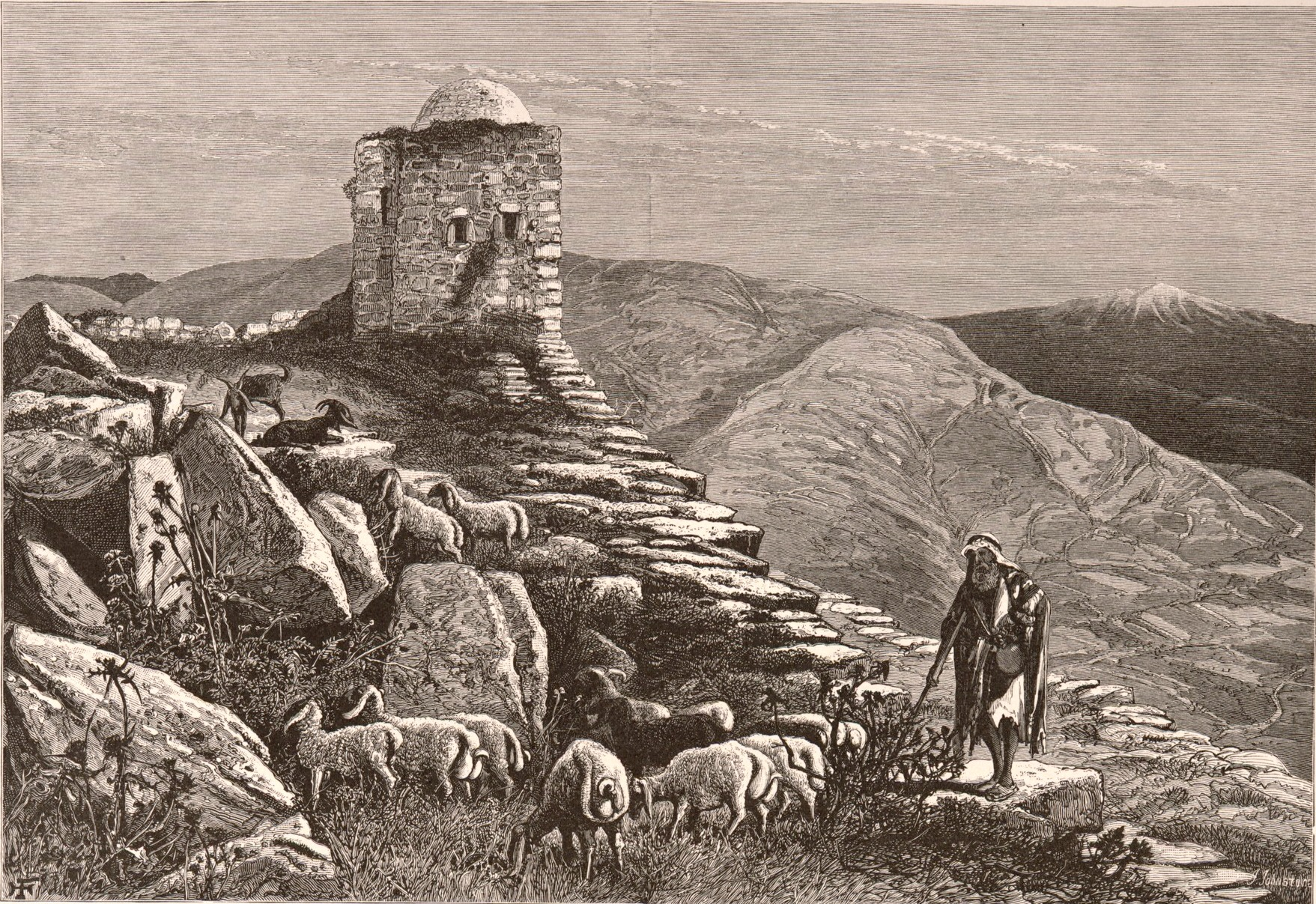
c. 1880년 게리짐산 유적.

토라는 하나님이 그분의 이름을 세우기로 선택한 장소를 언급하고 (신명기 12:5), 유대교는 이를 예루살렘으로 믿는다. 반면 사마리아 본문은 하나님이 그분의 이름을 세우기로 틀:강조 장소를 언급하며, 사마리아인들은 이를 게리짐산으로 식별하여 그들의 영적 가치의 중심으로 삼는다.
유대교와 사마리아교 신앙의 정당성은 기원전 2세기 프톨레마이오스 6세 궁정에서 유대 학자 안드로니쿠스 벤 메슐람에 의해 논의되었다.
신약성경의 요한의 복음서는 사마리아 여인과 예수의 만남을 묘사한다. 그 여인은 예수가 메시아임을 깨닫고, 아브라함이 이삭을 바치라고 하나님이 명령한 곳이 게리짐산인지 아니면 예루살렘인지 묻는다. 예수는 유대교의 믿음을 긍정하며 "너희 [사마리아인들]은 알지 못하는 것을 숭배한다"고 말하지만, 또한 "이 산에서도 예루살렘에서도 아버지를 예배할 때가 온다"고 말한다.

### 종교적 신념
- 여호와라는 하느님이 한 분 계시며, (사마리아인들은 비공식적으로 셰마라고 부른다) 이는 히브리 예언자들이 인정한 바로 그 하느님이다.
- 토라는 하느님께서 모세에게 주셨다.
- 예루살렘이 아닌 게리짐산이 이스라엘의 하느님께서 택하신 유일한 참된 성소이다.
- 많은 사마리아인들은 마지막 날에 죽은 자들이 타헤브, 즉 복원자(아마도 예언자, 어떤 이들은 모세라고 함)에 의해 부활될 것이라고 믿는다.
- 부활과 낙원. 사마리아인들은 신명기 32장, 즉 모세의 노래에 근거하여 죽은 자들의 부활을 받아들인다. 이는 그들의 현인 마르카에게로 거슬러 올라가는 전통이다.[147]
- 제사장들은 율법의 해석자이자 전통의 수호자이며, 학자들은 제사장직에 부차적이다.
- 토라 이후의 타나흐 부분과 고전 유대 랍비 문학 (미슈나와 게마라로 구성된 탈무드)의 권위는 거부된다.
- 그들은 상당히 다른 버전의 십계명을 가지고 있다 (예를 들어, 그들의 10번째 계명은 게리짐산의 신성함에 관한 것이다).

사마리아인들은 고대 히브리어 문자의 한 갈래, 사마리아 대제사장, 유월절 전날 밤의 양고기 도살과 식사, 그리고 봄철 첫 달의 시작을 새해로 기념하는 것을 유지하고 있다. 티슈리월 초의 욤 테루아("나팔절"의 성경적 명칭)는 랍비 유대교에서와 같이 새해로 간주되지 않는다. 사마리아 오경 또한 유대인의 마소라 본문과 다르다. 일부 차이는 교리적이다. 예를 들어, 사마리아 토라는 게리짐산이 하나님의 이름을 세우도록 틀:강조 장소라고 명시적으로 언급하는 반면, 유대 토라는 하나님이 틀:강조 장소를 언급한다. 다른 차이점들은 사소하며 대체로 우연적인 것으로 보인다.

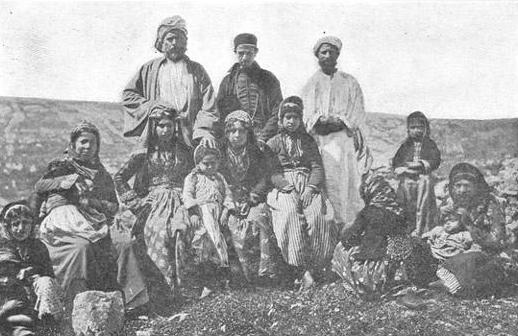
1900년c. 팔레스타인 탐사 기금 사진의 사마리아인들.
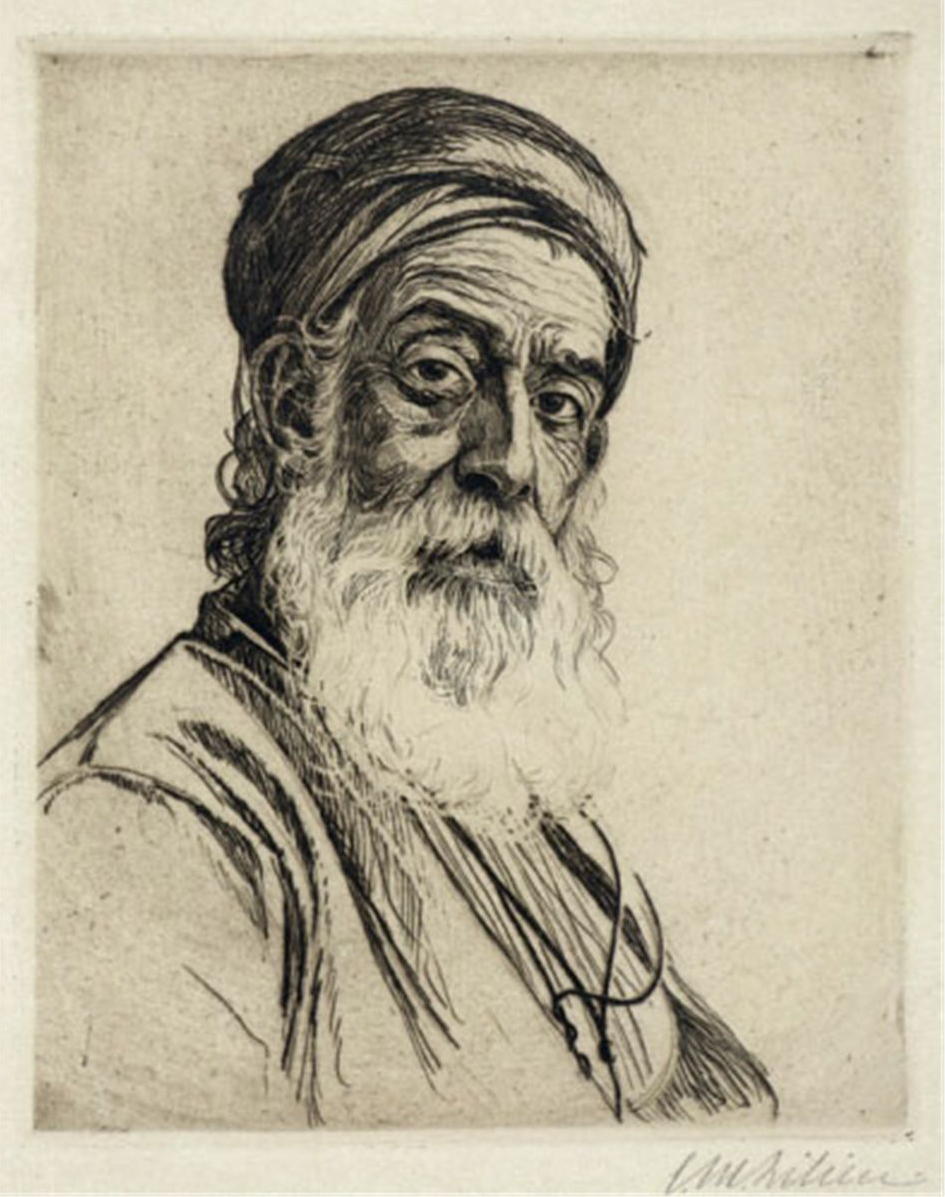
사마리아인, 에브라임 모세 릴리엔의 조각, 1920년경.
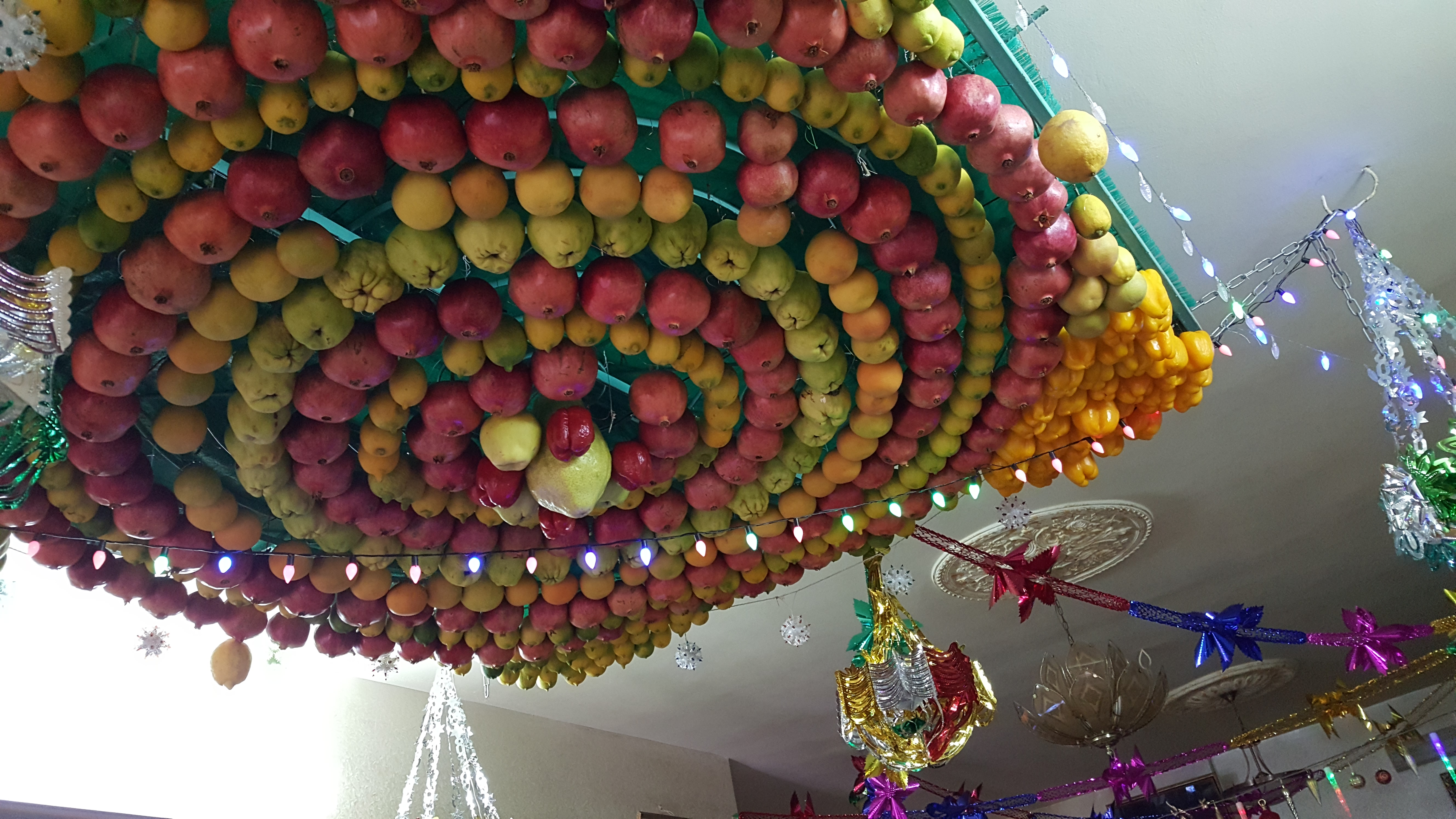
게리짐산의 초막절
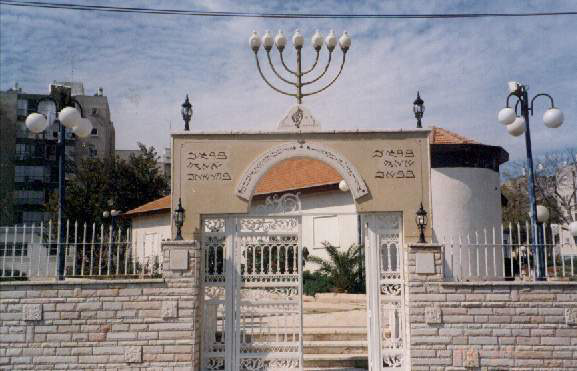
이스라엘 홀론 네베 핀하스 지구에 있는 현대 사마리아인 회당 입구
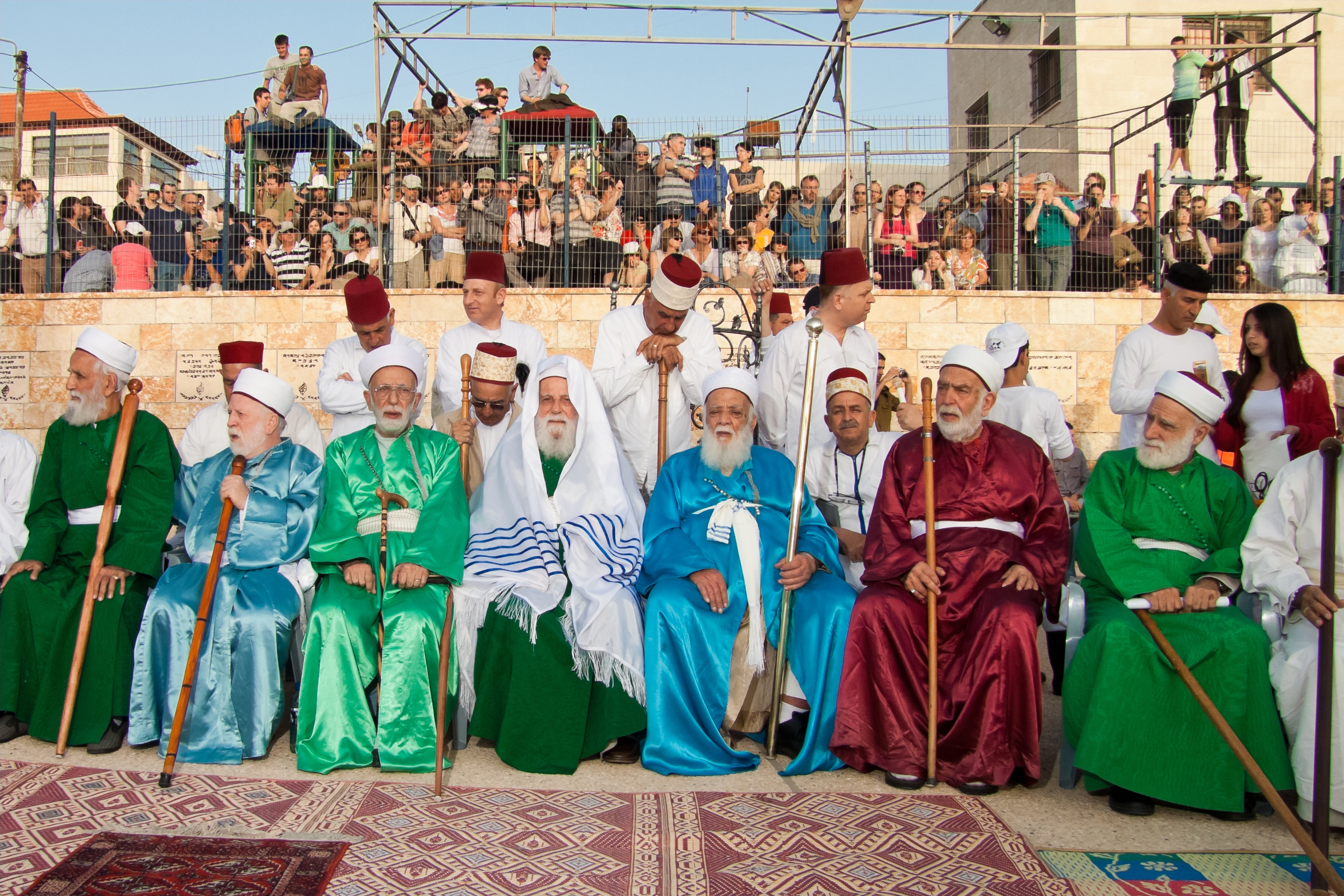
게리짐산의 사마리아인 유월절
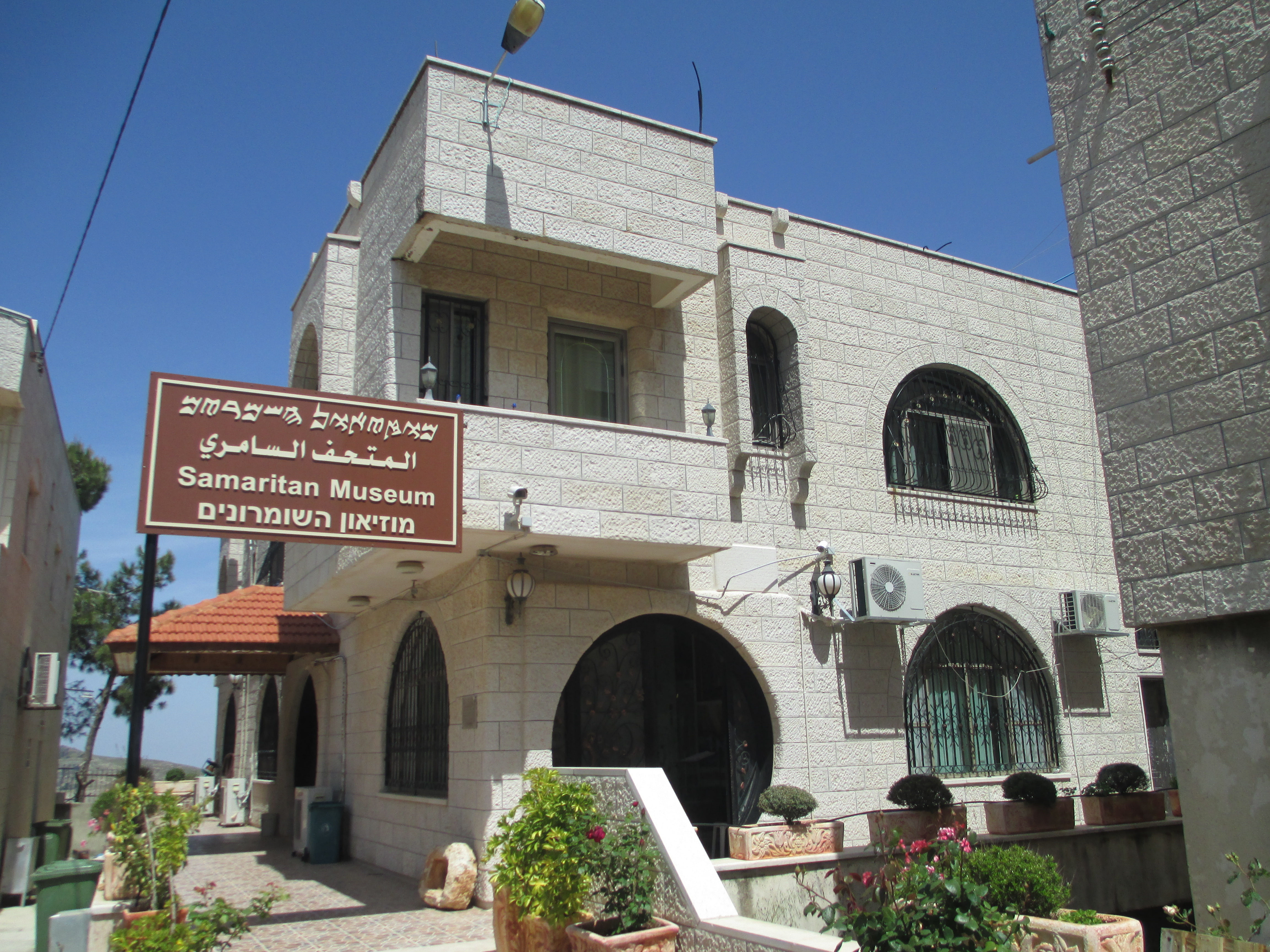
게리짐산 키르야트 루자의 사마리아인 박물관

### 랍비 유대교와의 관계

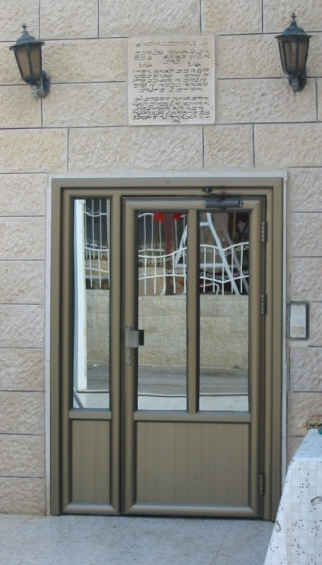
정문에 새겨진 사마리아인의 메이즈자

사마리아인들은 스스로를 베나이 이스라엘("이스라엘 민족")이라고 부르는데, 이는 모든 유대교 종파에서 유대인 전체를 지칭하는 용어이다. 그러나 그들은 유대인들의 표준 히브리어 이름인 예후딤(문자적으로 "유대인")이라고 스스로를 부르지 않는다.
탈무드 쿠팀에 표현된 탈무드적 태도는 그들의 관습이 랍비 유대교와 일치하는 사항에서는 유대인으로 대하고, 관습이 다른 사항에서는 비유대인으로 대해야 한다는 것이다. 일부는 19세기 이래로 랍비 유대교가 사마리아인들을 유대교 종파로 간주해 왔으며 "사마리아 유대인"이라는 용어가 그들에게 사용되었다고 주장한다.

### 종교 문헌
사마리아 율법은 할라카 (랍비 유대 율법)와 같지 않다. 사마리아인들은 유대 할라카에 해당하는 여러 종교 문헌들을 가지고 있다. 그러한 문헌의 몇 가지 예는 다음과 같다.
- 토라
  - 사마리아 오경: 사마리아 오경과 마소라 유대 오경 텍스트 사이에는 약 6,000가지 차이가 있으며, 한 추정치에 따르면 그리스어 칠십인역 버전과는 1,900가지 일치점이 있다. 신약성경의 여러 구절 또한 사마리아 텍스트에 보존된 것과 일치하는 토라 텍스트 전통을 반영하는 것으로 보인다. 유사성에 대한 여러 이론이 있다. 라틴어 구역, 시리아어, 에티오피아어 번역본의 판독에 의해 뒷받침되는 변형들은 사마리아 텍스트의 고대성을 증명한다.[149][150][151]
- 역사서
  - 사마리아 연대기, 톨리다 (창조부터 아비샤 시대까지)
  - 사마리아 연대기, 여호수아 연대기 (신의 은총 시대 이스라엘) (4세기, 아랍어 및 아람어)
  - 사마리아 연대기, 아들러 (신의 불쾌한 시대부터 유수까지 이스라엘)
  - 사마리아 연대기, 아불 파트흐의 키탑 알-타리크 (아담부터 무함마드까지의 역사 연대기)
- 성인전적 텍스트
  - 사마리아 할라카 텍스트, 힐루흐 (할라카 법전, 결혼, 할례 등)
  - 사마리아 할라카 텍스트, 키탑 앗-타바 (할라카와 토라의 일부 구절 및 장 해석, 12세기 아부 알 하산이 저술)
  - 사마리아 할라카 텍스트, 키탑 알-카피 (할라카서, 14세기 요세프 알 아스카르가 저술)
  - 알-아사티르 — 11세기와 12세기의 전설적인 아람어 텍스트, 다음을 포함:
    - 하가다 미드라시, 아부'l 하산 알-수리
    - 하가다 미드라시, 메마르 마르카 — 하캄 마르카에게 귀속되는 3세기 또는 4세기 신학 논문
    - 하가다 미드라시, 타헤브에 관한 핀하스
    - 하가다 미드라시, 몰라드 마세 (모세의 탄생에 관하여)
- 데프터, 시편과 찬송가 기도서.[152]
- 사마리아 하가다[153]

## 기독교 자료: 신약성경
사마리아 또는 사마리아인들은 신약성경의 마태오의 복음서, 루가의 복음서, 요한의 복음서 및 사도행전에 언급되어 있다. 마르코의 복음서에는 사마리아인 또는 사마리아에 대한 언급이 없다. 사마리아인에 대한 가장 잘 알려진 언급은 루가 복음서에 나오는 선한 사마리아인의 비유이다. 다음 언급들이 있다.
- 예수께서 제자들에게 말씀을 전파하는 방법을 가르치실 때, 이방인이나 사마리아인의 도시를 방문하지 말고 대신 "이스라엘의 잃어버린 양"에게 가라고 말씀하신다.[154]
- 사마리아 마을은 예수를 앞서 여행하던 사자들의 환대 요청을 거절했다. 그 이유는 마을 사람들이 모세 율법을 위반하는 것으로 보았던 예루살렘 순례를 돕고 싶지 않았기 때문이다. 그의 제자 중 두 명이 "하늘에서 불을 내려 그들을 멸하시겠습니까?"라고 묻자, 예수는 그들을 꾸짖으신다.[155]
- 선한 사마리아인의 비유.[156]
- 예수는 열 명의 나병 환자를 고쳤는데, 그 중 오직 한 명만이 돌아와 하나님을 찬양했고, 그는 사마리아인이었다.[157][158][158]
- 예수께서 수가의 사마리아 여인에게서 야곱의 우물 물을 달라고 하시고, 그녀의 마을 사람들에게 "모든 것"을 이 여인이 메시아가 할 것으로 예상했던 것처럼 이틀 동안 말씀하시고, 그가 메시아라는 기쁜 소식을 반복하신 후, 많은 사마리아인들이 예수의 제자가 된다. 그는 여인이 자신과 자기 백성이 야곱의 후손인 이스라엘 사람이라고 주장하는 것을 아무런 언급 없이 받아들인다.[159][158]
- 예수는 사마리아인이며 귀신 들렸다고 비난받는다. 그는 후자의 비난을 명백히 부인하며, 전자는 이전에 사마리아 여인과의 대화에서 이미 부인했다.[160]
- 그리스도는 사도들에게 성령이 그들에게 임하면 권능을 받고 "예루살렘과 온 유대와 사마리아와 땅 끝까지 이르러" 그의 증인이 될 것이라고 말씀하신다.[161]
- 사도들이 박해를 받고 있다. 필립은 사마리아의 한 도시에 복음을 전파하고, 예루살렘의 사도들은 그 소식을 듣는다. 그래서 그들은 사도 베드로와 요한을 보내 침례받은 신자들을 위해 기도하고 안수하니, 그들이 성령을 받는다(17절). 그리고 그들은 예루살렘으로 돌아가면서 "많은 사마리아인 마을"에서 복음을 전파한다.[162][25]
- 사도행전 9:31은 당시 교회가 "온 유대와 갈릴리와 사마리아에서 평안"을 누렸다고 말한다.
- 사도행전 15:2–3은 바울과 바나바가 "교회에서 길을 인도받아" "페니키아와 사마리아를 지나면서 이방인의 회심을 선언했다"고 말한다. (다른 여러 영어 번역본에서는 페니키아)

## 쿠란의 언급: 시대착오적 논란
쿠란 20장, 타하 수라에는 모세에게 반대하여 유명한 금송아지 사건을 조작하여 이스라엘 자손들을 그르치게 한 악당 "사마리아인"(아랍어 ٱلسَّامِرِيُّ, "알-사마리")에 대한 시대착오적인 언급이 포함되어 있다고 한다.(Q20:85-97)
answering-Islam.org 웹사이트는 이 시대착오적 논란에 대해 다음과 같이 설명한다. "쿠란은 이스라엘인들이 호렙산에서 숭배했던 송아지가 사마리아인에 의해 만들어졌다고 말한다 (수라 20:85-87, 95-97). 그러나 '사마리아인'이라는 용어는 기원전 722년까지 생겨나지 않았는데, 이는 출애굽기에 기록된 사건들보다 수백 년 후이다. 따라서 사마리아인들은 모세의 시대에 존재할 수 없었고, 그러므로 송아지를 만드는 것에 책임이 있을 수 없었다." (쿠란의 모순... 외부 모순:... 역사:... 21. 모세와 사마리아인?)
반면에 무슬림 변증가들과 해설가들은 이 명백한 시대착오를 설명하기 위해 많은 노력을 기울이고 다양한 설명을 제공한다. 예를 들면: Islamic Awareness: The “Samaritan” Error In The Qur'an?, 또는 아불 알라 마우두디의 타프시르(주석).
한 가지 흔한 견해는 "알-사마리"가 단순히 한 개인의 이름이나 별명이라는 것이다. 저명한 쿠란 학자이자 번역가인 압둘라 유수프 알리는 다음과 같이 논평했다. "이 사미리는 누구인가? 만약 그의 본명이었다면, 원래 어근의 의미와 충분히 가까워서 정관사가 붙을 수 있었다. ... '사미리'의 어근은 무엇이었을까? 고대 이집트어를 보면, 셰메르(Shemer)는 '낯선 사람, 이방인'을 의미한다..."
그러나 아불 알라 마우두디는 다음과 같이 인정한다. "마지막 글자 '야'로 보아 사미리는 그 사람의 고유한 이름이 아니라는 것이 분명하다. 이 아랍어 글자는 항상 어떤 사람의 인종이나 씨족, 장소와의 연관성을 나타내기 위해 추가되기 때문이다. 더욱이 아랍어 원문에서 접두사 '알'(정관사 '그')은 황금 송아지 숭배를 전파했던 같은 인종이나 씨족, 장소의 다른 많은 사람들 중에서 사미리가 특정한 사람이었음을 분명히 나타낸다." 그리고 마우두디는 이어서 다음과 같은 대안적인 설명을 제시하며, 사마리아인과 유사한 발음을 가진 더 오래된 고대 민족 집단을 제안한다. "...수메르인으로 알려진 유명한 민족이 이라크와 인근 지역에 거주했으며, 모세 시대에 이라크에서 이집트로 이주했을 수도 있는 사미리라는 이름의 사람들이 있었을 가능성이 충분히 있다. ..."
쿠란의 대부분의 영어 번역자들은 (Q20:85)에서 아랍어 ٱلسَّامِرِيُّ를 단순히 "더 사마리(the Samari)" 또는 "아스-사미리(As-Samiri)"의 변형으로 음역했지만, 많은 현대 번역자들은 ٱلسَّامِرِيُّ를 정확한 영어 등가물인 "더 사마리아인(The Samaritan)"으로 완전히 번역하거나, 음역에 괄호 안에 "(The Samaritan)"을 추가하는 것을 선택했다. 이들 중에는 무함마드 아사드, 무함마드 마흐무드 갈리, 사피 카스카스, 랄레 바흐티아르 박사, T.B. 어빙, 더 스터디 쿠란, M. 파루크 말리크, 하산 알-파티흐 카리불라, 아서 존 아베리, 무니르 메지예드, 그리고 어빙 & 무함마드 헤갑 등이 있다.

## 저명한 사마리아인
- 산발랏 1세
- 시몬 마구스
- 헬리오폴리스의 에우도키아
- 바바 랍바
- 유스타
- 네아폴리스의 마리누스
- 소피 체다카

## 같이 보기
- 카라이트 유대교
- 만다야교

## 내용주
1. ↑  Samaritan residents in the West Bank have dual citizenship under the Palestinian National Authority (Sabella 2011, 75,n.4쪽).
2. ↑  탈무드 쿠팀 2:8: "그들은 게리짐산을 포기하고 예루살렘과 죽은 자의 부활을 인정해야만 받아들여질 수 있다." (Stern 2018, 105쪽)
3. ↑  "그들은 자신들이 참된 이스라엘 민족이라는 정체성에 큰 중요성을 부여하기 때문에, 자신들의 자기 정체성이 '사마리아인'이 아니라 '게리짐산을 삶의 중심으로 삼는 이스라엘인'이라는 주석을 추가했다. 일반적으로 그들은 자신들을 '이스라엘 사마리아인'이라고 부른다." (Pummer 2016, 2쪽)
4. ↑  사마레이스(Σαμαρεῖς, 49회); 사마레이타이(Σαμαρ(ε)ιται, 18회); 시키미타이(Σικιμῖται, 17회); 헤브라이오이(Ἑβραῖοι)와 후타오이(Χουθαοι, 8회). 사마레이타이(Σαμαρεῖται) 형태는 페르시아 시대에 선호되던 용어였으나, 요세푸스의 작품을 전하는 필사자들은 이 형태들을 상호 교환적으로 사용했다. (Kartveit 2009, 71–79, 71–73쪽).
5. ↑  "살마나세르가 이스라엘 민족을 추방한 후, 그는 이전에 페르시아와 메디아 내부에 살던 쿠타인(τὸ τϖν Χουθαίων ἔθνος)들을 그 자리에 정착시켰다. 그러나 이후 그들은 정착한 나라의 이름을 따서 사마리아인(Σαμαρεῖς)이라고 불리게 되었다. 요세푸스, 유대 고대사 10:184." (Kartveit 2009, 74쪽)
6. ↑  "(쿠타인들은 사마리아로 자신들의 신들을 가져와 숭배했으며, 이로 인해) 지극히 높으신 하나님을 분노와 진노하게 만들었다. ... 그래서 그들은 아시리아 왕에게 장로들을 보내 제사장들을 보내달라고 요청했다.. 그리고 이 하나님의 율법과 숭배를 배운 후, 그들은 열렬히 그를 숭배했다. ... 그들은 오늘날까지도 이러한 관습을 계속해서 행하는데, 히브리어로는 쿠타인이라고 불리고, 그리스어로는 사마레이타이(Σαμαρείται)라고 불린다. 이들은 (유대인들에게) 상황이 좋다고 생각할 때마다 자신들을 요셉의 후손이며 그 혈통으로 인해 유대인들과 가족 관계가 있다고 주장하며 친척이라고 부른다. 그러나 상황이 나쁘다고 생각할 때(즉, 유대인들에게), 그들은 자신들이 유대인들과 전혀 가깝지 않으며, 유대인들의 충성이나 혈통에 대한 권리가 없다고 말한다. 대신 그들은 자신들을 다른 민족의 이주민(μετοίκους ἀλλοεθνεῖς)이라고 내세운다." 요세푸스, 유대 고대사 9.288-291 (Kartveit 2009, 74쪽).
7. ↑  요세푸스는 또한 "게리짐 사람들"(τϖν ἐν Γαριζείν)이라는 용어도 사용한다. 유대 고대사 12:7 (Kartveit 2009, 72쪽).
8. ↑  슐로모 호프만은 그들의 전통적인 견해를 다음과 같이 요약한다: "그때까지 법궤는 게리짐산의 야훼 성소에 보관되어 있었다. 이 전통에 따르면, 제사장 엘리는 엘르아살의 대제사장 가문이 아니라 이다말 가문이었기 때문에 대제사장으로 오르지 못했다. 그럼에도 불구하고 그는 게리짐산에서 실로로 법궤를 가져가 그곳에 경쟁적인 숭배를 확립했다. 이로 인해 두 개의 제사장 중심이 생겨났다. 하나의 중심은 게리짐산에 있었고, 그 수장으로는 정당한 대제사장 우찌(비느하스와 엘르아살 가문의 후손)가 있었다. 두 번째 (이단적인) 제사장직은 실로에 있었고, 이다말의 후손인 제사장 엘리가 그 수장이었다." (Hofman 2007, 719쪽)
9. ↑  요세푸스, 유대 전쟁 1:62; 유대 고대사 13:154–256 (Pummer 2009, 200–210쪽).
10. ↑  "북왕국의 정착 혼란과 파괴는 기원전 8세기 후반에 발생했고, 이어서 아시리아인들이 이웃 땅에서 데려온 민족들을 재정착시켰다. 이 민족들은 아마도 사마리아에 남겨진 잔류 민족과 합류했을 것이다. 이 운명적인 역사적 사건들은 사마리아의 물질문화에 거의 흔적을 남기지 않았다. ... (이 시기에 쿠타인이라는 용어를 사용한 아담 제르탈의 주장을 반박하며 마겐은 계속한다) 쿠타는 다양한 민족들이 사마리아로 유입된 여러 도시 중 하나였다 (열왕기하 17:24). 사마리아인들을 경멸하기 위해 현자들은 그들을 '쿠타인'이라고 불렀다," (Magen 2007, 177 and n.3쪽)
11. ↑  "이다말의 후손인 야프니의 아들 엘리와 핀쿠스의 아들들 (비느하스) 사이에 끔찍한 내전이 발발했다. 야프니의 아들 엘리가 핀쿠스의 후손들로부터 대제사장직을 찬탈하기로 결심했기 때문이다. 그는 돌 제단에 희생 제사를 드리곤 했다. 그는 50세였고, 부유했으며 이스라엘 자손들의 재무를 담당하고 있었다. ...그는 제단에 희생 제사를 드렸지만, 소금을 사용하지 않았으며, 마치 부주의한 것처럼 보였다. 대제사장 오찌가 이를 알게 되고, 희생 제사가 받아들여지지 않았음을 확인하자, 그는 그를 철저히 파문했다; 심지어 그를 질책했다고도 한다. 이에 그와 그를 동정하는 무리가 반란을 일으켜 즉시 그와 그의 추종자들, 그의 가축들이 실로로 떠났다. 그리하여 이스라엘은 파벌로 나뉘었다. 그는 그들의 지도자들에게 '놀라운 것을 보고 싶은 사람은 나에게 오라'고 전령을 보냈다. 그러자 그는 실로에 많은 무리를 모아 그곳에 자신을 위한 성전을 지었다; 그는 (게리짐산의) 성전과 같은 장소를 건설했다. 그는 제단을 지었고, 모든 세부 사항을 빠뜨리지 않았다—모든 것이 원래의 것과 조각조각 일치했다. 이때 이스라엘 자손들은 세 파벌로 나뉘었다. 게리짐산의 충성파; 거짓 신을 따르는 이단파; 그리고 실로에서 야프니의 아들 엘리를 따르는 파벌." (Anderson & Giles 2001, 11–12쪽)
12. ↑  "역대기의 저자는 열왕기에서 강조되는 정보를 숨기거나, 그 반대도 마찬가지다. [...] 에즈라서와 느헤미야서는 바빌론 유배자들의 독특성과 혈통적 순수성을 유지하려 하는 협소한 종파적 접근 방식을 채택하는 반면, 역대기는 더 폭넓은 시각을 가지고 이스라엘 민족을 유다와 이스라엘을 포함한 모든 지파를 아우르는 위대한 민족으로 본다." (Magen 2007, 187쪽)
13. ↑  "평신도들도 그들의 전통적인 주장을 가지고 있다. 그들은 모두 요셉 지파 출신이며, 베냐민 지파는 예외이지만, 역대기에 따르면 이 전통적인 분파는 초기 가자에 설립되었으나 사라진 것으로 보인다. 이 공동체 내의 여러 가족들 사이에는 귀족적인 감정이 존재하며, 일부는 자신들의 가계와 그들이 배출한 위대한 인물들에 대해 매우 자랑스러워한다." (Montgomery 2006, 32쪽)
14. ↑  "전반적인 틀을 고려하면, 요세푸스는 사마리아인들을 충성스러운 유대인들과 대조되는 부정적인 집단으로, 즉 지배 세력을 이용하려 하고 그 때문에 정당하게 처벌받는 사람들의 예시로 사용한다." (Kartveit 2009, 72쪽); "수세기 동안, 더 정확히는 플라비우스 요세푸스의 시대부터 열왕기하 17:24-41의 기록은 사마리아인의 기원에 대한 정확한 묘사로 받아들여졌다. 그들은 페르시아의 쿠타 출신 이교도 이민자들의 후손으로 여겨졌으며, 따라서 '쿠타인'이라고 불렸다. 그러나 최근 연구에 따르면 이 전통은 사마리아인에 대한 논쟁의 결과이며, 역사적인 것으로 받아들여질 수 없다."(Pummer 1997, 118쪽)
15. ↑  요세푸스는 파괴 시기를 기원전 128년으로 정한다. 이스라엘 고고학은 파괴 수준이 기원전 110년경의 후기 날짜와만 일치한다는 것을 입증했다. (Kartveit 2009, 193쪽).
16. ↑  1170년에 이 지역을 지나간 투델라의 벤야민은 사마리아인 인구가 유대인(1,200명)보다 많았다고 말하며, 나블루스에 1,000명, 카에사레아에 200명, 아스칼론에 300명의 사마리아인이 있었고, 아크레와 가자에 있는 사마리아인들은 언급하지 않았다. 그는 또한 다마스쿠스에 400명이 있었다고 기록했다. (Kedar 1989, 84쪽).
17. ↑  분절 과정으로 인해 이 숫자는 약간 증가했다. (Schreiber 2014, 164–167쪽).
18. ↑  "사마리아와 이슬람 학자들은 물론 여러 교부들도 에즈라가 성경을 다시 쓸 때 위조했다고 주장하며, 우리가 지금 가지고 있는 토라는 모세가 구술한 것과 같을 수 없다고 주장한다." (Fried 2014, 141쪽)
19. ↑  "사마리아 톨리다 연대기는 '신의 은총의 시간'을 260년으로 가정한다... 몇 년 전 아브람 스피로는 요한 히르카노스에 의한 사마리아 성전 파괴 시점으로부터 360년을 거꾸로 계산하면 기원전 388년이 게리짐산에 사마리아 성전이 건설된 시점으로 완전히 가능하다고 제안했다. 따라서 스피로는 260년의 '신의 은총의 시간'을 사마리아인들이 성전을 소유했던 시기로 보았고, 고대 역사가 없었기 때문에 이를 모세 시대로 투영했다고 생각했다."(Bowman 2004, 35쪽)

### 인용
1. 1 2 3 4  SamUp 2022.
2. 1 2  Shen 외. 2004, 825–826, 828–829, 826–857쪽.
3. ↑  UNESCO 2017.
4. 1 2  Levy-Rubin 2000, 257–276쪽.
5. ↑  Crown, Pummer & Tal 1993, 70–71쪽.
6. ↑  “The Samaritan Update: An Internet Newsletter & Archive Regarding the Samaritan-Israelites”. 2024년 3월 4일. 2024년 4월 8일에 확인함. The Samaritans call themselves  Bene-Yisrael "Children of Israel", or Shamerim "Observant Ones"
7. ↑  Tsedaka 2015.
8. ↑  ISII: Keepers.
9. ↑  “Samaritan”. Britannica. 2023년 9월 14일에 확인함.
10. ↑  Kartveit 2019, 9–10쪽.
11. ↑  Manzur 1979.
12. ↑  Bowman, John (1963년 2월 8일). 《BANŪ ISRĀ'ĪL IN THE QUR'ĀN》. 《Islamic Studies》 2 (Islamic Research Institute). 447–455쪽. JSTOR 20832712. 2023년 9월 14일에 확인함. This tiny community called by the Jews and the Christians, the Samaritans, call themselves Israel or Shomerim, the Keepers (of the Torah, i.e., Tawr?t).
13. ↑  “The Samaritan Identity”. The Israelite Samaritan Community in Israel. 2023년 9월 15일에 확인함. Our real name is, 'Bene- Yisrael Ha -Shamerem (D'nU- -D'7nU) – in Hebrew, which means 'The Keepers', or to be precise, the Israelite – Keepers, as we observe the ancient Israelite tradition, since the time of our prophet Moses and the people of Israel. The modern terms, 'Samaritans' and 'Jews', given by the Assyrians, indicate the settlement of the Samaritans in the area of Samaria, and the Jews in the area of Judah.
14. ↑  “The Keepers: Israelite Samaritan Identity”. Israelite Samaritan Information Institute. 2020년 5월 26일. 2023년 9월 15일에 확인함. We are not Samaritans; this is what the Assyrians called the people of Samaria. We, The Keepers, Sons of Israel, Keepers of the Word of the Torah, never adopted the name Samaritans. Our forefathers only used the name when speaking to outsiders about our community. Through the ages we have referred to ourselves as The Keepers.
15. ↑  “The Samaritans – Israelite Samaritans in Israel”. Israelite Samaritan Community. 2023년 9월 15일에 확인함.
16. ↑  “Israelite Samaritans information Institute”. 2023년 9월 15일에 확인함.
17. ↑  Pummer 2002, 123, 42, 156쪽.
18. ↑  Crown 1989, 196쪽.
19. ↑  Epiphanius 2009, 30쪽.
20. ↑  Fried 2014, 148쪽.
21. ↑  Gurevich 2010, 156쪽.
22. ↑  Zsengellér 2017, 157쪽.
23. ↑  Crown 1991, 17쪽.
24. 1 2  Bourgel 2019, 1쪽.
25. 1 2  Kartveit 2019, 2쪽.
26. ↑  Kartveit & 2veit 2019, 2–3쪽.
27. ↑  Kartveit 2009, 38쪽.
28. ↑  Coogan 2009, 353쪽.
29. ↑  Zohar, Diklah (2022). 《Myths of Brotherly Animosity and the Civil Wars of Biblical Israel》. 《Religions》 13. 753쪽. doi:10.3390/rel13080753.
30. ↑  요세푸스, 고대사 9.277–91
31. ↑  열왕기하 17장의 구절을 참조하면, 3절에는 살마네세르가 언급되지만, 4절부터는 "아시리아 왕"이 언급된다.
32. ↑  열왕기하 17:24
33. ↑  열왕기하 17:25–33
34. ↑  역대기하 30:1 역대기하 30:10–11 2 Chronicles 30:18
35. ↑  2 Chronicles 34:9
36. ↑  예레미야 41:5
37. ↑  Magen 2007, 186쪽.
38. ↑  Magen 2007, 187쪽.
39. ↑  Zertal 1989, 77–84쪽.
40. ↑  Kartveit 2009, 78, 82쪽.
41. ↑  Kartveit 2009, 74쪽.
42. ↑  Kartveit 2009, 168–171쪽.
43. 1 2 3 4 5  Tobolowsky 2022, 69–70, 73–75쪽.
44. 1 2 3 4  Knoppers 2013, 42–44, chapter The Fall of the Northern Kingdom and the Ten Lost Tribes: A Reevaluation
45. 1 2  Eshel, Hanan (2012), “The Growth of Belief in the Sanctity of Mount Gerizim”, 《A Teacher for All Generations (2 vols.)》 (영어) (Brill), 509–510쪽, ISBN 978-90-04-22408-7, 2024년 10월 10일에 확인함
46. ↑  Zertal, Adam (1990). 《The Pahwah of Samaria (Northern Israel) during the Persian Period: Types of Settlement, Economy, History and New Discoveries》. 《Trans》. 82–83쪽.
47. ↑  Grabbe, Lester L. (2009). 《Ancient Israel: What Do We Know and How Do We Know It?》. New York: T&T Clark. 125쪽. ISBN 978-0-567-03254-6.
48. ↑  2 Kings 17:24
49. ↑  2 Chronicles 30:1
50. 1 2  Talmon 2002, 25–27쪽.
51. ↑  Smallwood, E. Mary (1976). 《The Jews under Roman Rule》. Studies in Judaism in Late Antiquity. Leiden, Netherlands: Brill. 120쪽. ISBN 90-04-04491-4.
52. ↑  Cline, Eric H. (2008). 《From Eden to Exile: Unraveling Mysteries of the Bible》. National Geographic (US). ISBN 978-1426202087.
53. ↑  2 Kings 17
54. ↑  Kartveit 2009, 351쪽.
55. ↑  Oefner 외. 2013.
56. ↑  Appelbaum & Appelbaum 2008.
57. ↑  Isaiah 45:1
58. ↑  Knoppers 2013, 104쪽.
59. ↑  Knoppers 2013, 162쪽.
60. ↑  “Nehemiah 11 Jamieson-Fausset-Brown Bible Commentary”. 《Biblehub.com》. 2024. 2024년 3월 11일에 원본 문서에서 보존된 문서.
61. ↑  Knoppers 2013, 109–112쪽.
62. ↑  Magen 2007, 178–179쪽.
63. ↑  Knoppers 2013, 169쪽.
64. ↑  Knoppers 2013, 123쪽.
65. ↑  Knoppers 2013, 125–133쪽.
66. ↑  Knoppers 2013, 2쪽.
67. ↑  Jackson n.d.
68. ↑  Goodblatt, David, 편집. (2006), “Theoretical Considerations: Nationalism and Ethnicity in Antiquity”, 《Elements of Ancient Jewish Nationalism》 (Cambridge: Cambridge University Press), 19, 22쪽, doi:10.1017/cbo9780511499067.002, ISBN 978-0-521-86202-8, 2024년 6월 14일에 확인함
69. ↑  Bourgel 2016, 505–523쪽.
70. ↑  Knoppers 2013, 173–174쪽.
71. ↑  Bible Hub: Nakedness.
72. ↑  Rogers, Guy MacLean (2021). 《For the Freedom of Zion: the Great Revolt of Jews against Romans, 66–74 CE》. New Haven: Yale University Press. 227–228쪽. ISBN 978-0-300-24813-5.
73. 1 2 3 4  Mor, Menahem (2016). 《The Second Jewish Revolt: the Bar Kokhba War, 132–136 CE》. The Brill Reference Library of Judaism. Leiden, Boston: Brill. 363–368, 373–374쪽. ISBN 978-90-04-31463-4.
74. 1 2 3  Dauphin, Claudine (2024). 〈Changes in the Infrastructure and Population of Byzantine Palestine〉.   Hezser, Catherine. 《The Routledge Handbook of Jews and Judaism in Late Antiquity》. Routledge. 40–43쪽.
75. 1 2  Mor, Menahem (2016). 《The Second Jewish Revolt: the Bar Kokhba War, 132–136 CE》. The Brill Reference Library of Judaism. Leiden, Boston: Brill. 383쪽. ISBN 978-90-04-31463-4.
76. ↑  Cowley 1894, 121–122쪽.
77. ↑  Pummer 2002, 367쪽.
78. ↑  Procopius, Buildings, 5.7.
79. ↑  Crown 1989, 72–73쪽.
80. ↑  Nau, "Re´sume´", ROC 9 (1914), 114–15.
81. ↑  Vita Jacobi, text and trans. in Pummer, 326–31
82. ↑  Sivan 2008, 172쪽.
83. ↑  Procopius, Anecdota. 11.26
84. ↑  Siebeck, Mohr. 《Companion to Samaritan Studies》. 70–71쪽.
85. ↑  Dauphin, Claudine (2024). 〈Changes in the Infrastructure and Population of Byzantine Palestine〉.   Hezser, Catherine. 《The Routledge Handbook of Jews and Judaism in Late Antiquity》. Routledge. 42–43쪽.
86. ↑  Wilkinson, John (1977). 《Jerusalem Pilgrims before the Crusades》. Ariel Publishing House. 81쪽. ISBN 0-85668-078-8.
87. ↑  Ehrlich 2022, 47쪽.
88. ↑  Mor, Menahem (2003). 〈מרידות השומרונים〉 [The Samaritan Revolts]. 《משומרון לשכם: העדה השומרונית בעת העתיקה》 [From Samaria to Shechem: The Samaritan Community in Antiquity] (히브리어). Jerusalem, Israel: מרכז זלמן שזר לתולדות ישראל. 223–224쪽. ISBN 965-227-182-9.
89. 1 2 3  שור, נתן (2006). 〈רדיפות השומרונים בידי העבאסים והיעלמות היישוב השומרוני החקלאי〉.   שטרן, אפרים; אשל, חנן. 《ספר השומרונים》 [Book of the Samaritans] (히브리어) 2판. ירושלים: יד יצחק בן-צבי; רשות העתיקות; המנהל האזרחי ליהודה ושומרון: קצין מטה לארכיאולוגיה. 587–590쪽. ISBN 965-217-202-2.
90. 1 2  Ehrlich 2022, 33쪽.
91. ↑  Pummer 1987, 4쪽.
92. 1 2 3 4 5 6  לוי-רובין, מילכה (2006).  שטרן, אפרים; אשל, חנן, 편집. 《ספר השומרונים》 [Book of the Samaritans; The Continuation of the Samaritan Chronicle of Abu l-Fath] (히브리어) 2판. ירושלים: יד יצחק בן צבי, רשות העתיקות, המנהל האזרחי ליהודה ושומרון: קצין מטה לארכיאולוגיה. 562–586쪽. ISBN 965-217-202-2.
93. ↑  Pummer 1987, 17쪽.
94. ↑  Kinross, Patrick Balfour (1979). 《The Ottoman centuries: the rise and fall of the Turkish empire》. Morrow Quill paperbacks. New York, N.Y: Morrow. ISBN 978-0-688-08093-8.
95. ↑  Neishtadt, Mila (2015). 〈The Lexical Component in the Aramaic Substrate of Palestinian Arabic〉.   Butts, Aaron. 《Semitic Languages in Contact》. Brill. 281쪽. doi:10.1163/9789004300156_016. ISBN 978-90-04-30015-6. OCLC 1105497638.
96. ↑  Kedar 1989, 85쪽.
97. 1 2  Kedar 1989, 83쪽.
98. ↑  Kedar 1989, 82–83쪽.
99. ↑  Kedar 1989, 91쪽.
100. ↑  קדר, ב"ז (2006). 〈השומרונים תחת השלטון הפרנקי〉 [The Samaritans under Frankish rule].   שטרן, אפרים; אשל, חנן. 《ספר השומרונים》 [Book of the Samaritans] (히브리어) 2판. ירושלים: יד יצחק בן-צבי; רשות העתיקות; המנהל האזרחי ליהודה ושומרון – קצין מטה לארכאולוגיה. 594쪽. ISBN 965-217-202-2.
101. 1 2 3 4  רוזן, מינה (1998). 〈13. שומרונים וקראים〉 [13. Samaritans and Karaites].   כהן, אמנון. 《ההיסטוריה של ארץ ישראל: שלטון הממלוכים והעות'מאנים (1260–1804)》 [The History of Eretz Israel under the Mamluk and Ottoman rule (1260–1804)] (히브리어). בית הוצאה כתר, ירושלים; יד יצחק בן-צבי. 258쪽.
102. ↑  Schur, Nathan (1986년 7월 1일). 《The Samaritans, as Described in Christian Itineraries (14th-18th Centuries)》. 《Palestine Exploration Quarterly》 118. 144–155쪽. doi:10.1179/peq.1986.118.2.144. ISSN 0031-0328.
103. ↑  Schreiber 2014, 46쪽.
104. 1 2 3 4 5  שור, נתן (2006). 〈השומרונים בתקופה הממלוכית, העות'מאנית ובמאה העשרים〉 [The Samaritans under Mamluk and Ottoman rule and during the 20th century].   שטרן, אפרים; אשל, חנן. 《ספר השומרונים》 [Book of the Samaritans] (히브리어) 2판. ירושלים: יד יצחק בן-צבי; רשות העתיקות; המנהל האזרחי ליהודה ושומרון – קצין מטה לארכאולוגיה. 604–648쪽. ISBN 965-217-202-2.
105. 1 2 3 4  Ireton 2003.
106. 1 2  Gafni, Reuven (2022년 1월 19일). 〈Two Minorities on the Brink: Jews and Samaritans in Nineteenth-Century Nablus〉. 《The Samaritans》 (영어). Brill. 129–136쪽. doi:10.1163/9789004466913_014. ISBN 978-90-04-46691-3.
107. 1 2 3  Cross, Joseph (2019). 《News & Notes: Issue 242 | Summer 2019》 (PDF). 《News & Notes》. 8쪽. 2024년 10월 18일에 확인함.
108. ↑  《Palestine Census (1922)》.
109. 1 2  Ben-Zvi 1933, 87쪽.
110. ↑  《Palestine Census 1931》.
111. 1 2 3  Yousef & Barghouti 2005.
112. ↑  ISII.
113. 1 2  Friedman 2007.
114. 1 2 3  Rosenblatt 2002.
115. 1 2 3  The Jewish Week 2011.
116. ↑  Jerusalem Cinematheque: Samaritan.

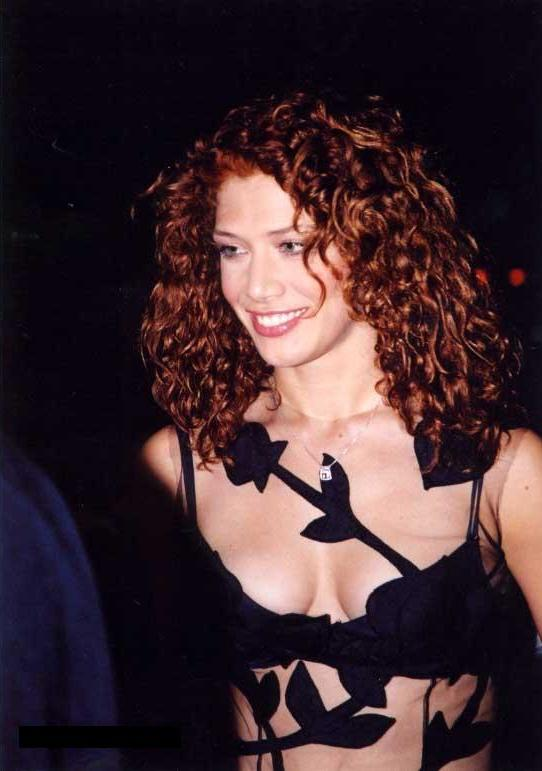
사마리아 공동체 출신의 이스라엘 여배우 소피 체다카

117. ↑  Oefner, Peter J.; Hõlzl, Georg; Shen, Peidong; Shpirer, Isaac; Gefel, Dov (2013). 《Genetics and the history of the Samaritans: Ychromosomal microsatellites and genetic affinity between Samaritans and Cohanim》. 《Human Biology Open Access Pre-Prints》 – DigitalCommons@WayneState 경유.
118. ↑  Family Tree DNA.
119. 1 2  Shen 외. 2004.
120. ↑  Fernandes, Verónica; Triska, Petr; Pereira, Joana B.; Alshamali, Farida; Rito, Teresa; Machado, Alison; Fajkošová, Zuzana; Cavadas, Bruno; Černý, Viktor; Soares, Pedro; Richards, Martin B.; Pereira, Luísa (2015년 3월 4일).  Chaubey, Gyaneshwer, 편집. 《Genetic Stratigraphy of Key Demographic Events in Arabia》. 《PLOS ONE》 (영어) 10. e0118625쪽. Bibcode:2015PLoSO..1018625F. doi:10.1371/journal.pone.0118625. ISSN 1932-6203. PMC 4349752. PMID 25738654.
121. ↑  Behar, Doron M.; Yunusbayev, Bayazit; Metspalu, Mait; Metspalu, Ene; Rosset, Saharon; Parik, Jüri; Rootsi, Siiri; Chaubey, Gyaneshwer; Kutuev, Ildus; Yudkovsky, Guennady; Khusnutdinova, Elza K.; Balanovsky, Oleg; Semino, Ornella; Pereira, Luisa; Comas, David (2010). 《The genome-wide structure of the Jewish people》. 《Nature》 (영어) 466. 238–242쪽. Bibcode:2010Natur.466..238B. doi:10.1038/nature09103. ISSN 0028-0836. PMID 20531471.
122. ↑  Pakstis, Andrew J.; Speed, William C.; Soundararajan, Usha; Rajeevan, Haseena; Kidd, Judith R.; Li, Hui; Kidd, Kenneth K. (2019년 12월 11일). 《Population relationships based on 170 ancestry SNPs from the combined Kidd and Seldin panels》. 《Scientific Reports》 (영어) 9. 18874쪽. Bibcode:2019NatSR...918874P. doi:10.1038/s41598-019-55175-x. ISSN 2045-2322. PMC 6906462. PMID 31827153.
123. 1 2  Barbati 2013.
124. ↑  Tsedaka 2018.
125. ↑  Patience 2007.
126. ↑  Ferguson 2013.
127. ↑  Nammari 2013.
128. ↑  Schreiber 2014.
129. ↑  Thomson, J.E.H. (1919). 《The Samaritans: Their Testimony to the Religion of Israel》. Oliver and Boyd. 138쪽.
130. ↑  Crown 1989, 660쪽.
131. ↑  Steinberg 2017.
132. ↑  The Samaritans High Priests.
133. ↑  레위기 21:10
134. 1 2 3 4  Ben Zvi 1985, 8쪽.
135. ↑  Erlich (Zhabo), Ze’ev H.; Rotter, Meir (2021). 《ארבע מנורות שומרוניות בכפר חג'ה שבשומרון》 [Four Samaritan Menorahs from the village of Hajjeh, Samaria]. 《במעבה ההר》 11 (Ariel University Publishing). 188–204쪽. doi:10.26351/IHD/11-2/3.
136. ↑  Tsedaka, Benyamim (2010년 4월 23일), “Samaritan Israelite Families and Households that Disappeared”, 《Samaritans – Past and Present》 (영어) (De Gruyter), 223쪽, doi:10.1515/9783110212839.5.221, ISBN 978-3-11-021283-9, 2024년 3월 6일에 확인함
137. ↑  צדקה, בנימין (1968년 9월 30일). “דם שומרוני – ומשפחות מוסלמיות”. 《www.nli.org.il | מעריב》 (히브리어). 2024년 4월 30일에 확인함.
138. ↑  신명기 33:4
139. ↑  Pummer 2011, 125–131쪽.
140. ↑  ISII: Four unique principles.
141. ↑  Tsedaka & Sullivan 2013, 28쪽.
142. ↑  신명기 11-12 신명기 27:4 (사마리아 버전) "그리고 너는 내가 오늘 네게 명령하는 이 돌들을 아르가레젬(게리짐산)에 세울지니라."
143. ↑  grizimtour.com.
144. ↑  Genesis 22:2
145. ↑  Deuteronomy 12:5
146. ↑  John 4:21–22
147. ↑  Tsedaka & Sullivan 2013, 485쪽.
148. ↑  Sela 1994, 255–266쪽.
149. ↑  VanderKam & Flint 2005, 95쪽.
150. ↑  Law 2013, 24쪽.
151. ↑  Seeligmann 2004, 64ff쪽.
152. ↑  Bowman 1977.
153. ↑  זבח קרבן הפסח: הגדה של פסח, נוסח שומרוני (Samaritan Haggada & Pessah Passover / Zevaḥ ḳorban ha-Pesaḥ: Hagadah shel Pesaḥ, nusaḥ Shomroni = Samaritan Haggada & Pessah Passover), Avraham Nur Tsedaḳah, Tel Aviv, 1958
154. ↑  Matthew 10:5–6
155. ↑  Luke 9:51–53
156. ↑  Luke 10:30–37
157. ↑  Luke 17:11–19, esp. 17:16
158. 1 2 3  Kartveit 2019, 1쪽.
159. ↑  John 4:4–42
160. ↑  John 8:48
161. ↑  Acts 1:8
162. ↑  Acts 8:1–25
163. ↑  “Contradictions in the Qur'an: Samaritans in the time of Moses?”.
164. ↑  https://www.islamic-awareness.org/quran/contrad/external/samaritan#:~:text=The%20Qur'an%20says%20that%20the%20calf%20worshipped%20by%20the, the%20events%20recorded%20in%20Exodus.
165. ↑  Sayyid Abul Ala Maududi - Tafhim al-Qur'an (Q:20:84-85)
166. ↑  The Holy Quran - Text, Translation and Commentary, by Abdullah Yusuf Ali, 1938 note #2605, (Q20:85)
167. ↑  Sayyid Abul Ala Maududi - Tafhim al-Qur'an Q20:84-85
168. ↑  The Holy Quran - Text, Translation and Commentary, by Abdullah Yusuf Ali, 1938
169. ↑  The Meaning of the Glorious Koran, M. M. Pickthall, 1930
170. ↑  “Ayah Ta Ha (Ta Ha) 20:85”.

## 참고 자료
- Anderson, Robert T.; Giles, Terry (2001). 《The Keepers: An Introduction to the History and Culture of the Samaritans》. 베이커 퍼블리싱 그룹. ISBN 978-0-801-04547-9.
- Anderson, Robert T.; Giles, Terry (2002). 《The Keepers: An Introduction to the History and Culture of the Samaritans》. Hendrickson Publishing. ISBN 978-1-56563-519-7.
- Appelbaum, Diana Muir; Appelbaum, Paul (2008년 11월 2일). “Genetics and the Jewish identity”. 《예루살렘 포스트》.
- Aster, Shawn Zelig (2019). 《Sargon in Samaria—Unusual Formulations in the Royal Inscriptions and Their Value for Historical Reconstruction》. 《Journal of the American Oriental Society》 139. 591–609쪽.
- Barbati, Gabrielle (2013년 1월 21일). “Israeli Election Preview: The Samaritans, Caught Between Two Votes”. 《인터내셔널 비즈니스 타임스》. 2014년 10월 14일에 확인함. Totaling 760 people between Kiryat Luza and Holon – up from 150 people in 1967 but down from an estimated 1 million during Biblical times
- Ben Zvi, Yitzhak (1985년 10월 8일). 《Oral telling of Samaritan traditions: Volume 780–785》. A.B. Samaritan News. 8쪽.
- Ben-Zvi, Yitzhak (1933). 〈The Origins of the Samaritans and their Tribal Division〉.   Mills, Eric. 《Census of Palestine 1931》 1. Government of Palestine. 86–90쪽.
- Bourgel, Jonathan (Fall 2016). 《The Destruction of the Samaritan Temple by John Hyrcanus: A Reconsideration》. 《Journal of Biblical Literature》 135. 505–523쪽. doi:10.15699/jbl.1353.2016.3129. JSTOR 10.15699/jbl.1353.2016.3129.
- Bourgel, Jonathan (November 2019). 《The Samaritans during the Hasmonean Period: The Affirmation of a Discrete Identity?》. 《Religions》 10. 628쪽. doi:10.3390/rel10110628.
- Bowman, John (1975). 《The Samaritan Problem》. Pickwick Press.
- Bowman, John (1977). 《Samaritan Documents: Relating to their History, Religion, and Life》. Pittsburgh theological monograph series 2. 위프 앤 스톡. ISBN 978-091513827-2.
- Bowman, John (2004). 《The Samaritan Problem: Studies in the Relationships of Samaritanism, Judaism, and Early Christianity》. 위프 앤 스톡. ISBN 978-0-915-13804-3.
- “Contact: the AB Institute for Israelite Samaritan Studies”. Israelite Samaritan Information Institute. 2021년 11월 9일에 확인함.
- Coogan, Michael David (2009). 《A Brief Introduction to the Old Testament: The Hebrew Bible in Its Context》. 옥스퍼드 대학교 출판부. ISBN 978-0-195-33272-8.
- Cowley, A. (October 1894). 《The Samaritan Liturgy, and Reading of the Law》. 《Jewish Quarterly Review》 7. 121–140쪽. doi:10.2307/1450335. JSTOR 1450335.
- Crown, Alan D., 편집. (1989). 《The Samaritans》. 모르 지벡. ISBN 978-3-161-45237-6.
- Crown, Alan D. (July–October 1991). 《Redating the Schism between the Judaeans and the Samaritans》. 《The Jewish Quarterly Review》 82. 17–50쪽. doi:10.2307/1455003. JSTOR 1455003.
- Crown, Alan David (2005) [First published 1984]. 《A Bibliography of the Samaritans: Revised Expanded and Annotated》 3판. 스캐어크로우 프레스. ISBN 978-0-810-85659-2.
- Crown, Alan David; Pummer, Reinhard; Tal, Abraham, 편집. (1993). 《A Companion to Samaritan Studies》. 모르 지벡. ISBN 978-3-161-45666-4.
- Ehrlich, Michael (2022). 《The Islamization of the Holy Land, 634–1800》. Arc Humanity Press. ISBN 978-1-641-89222-3.
- Epiphanius (2009) [First published 1987]. 《The Panarion of Ephiphanius of Salamis》. 번역 Frank Williams. BRILL. ISBN 978-9-004-17017-9.
- “Faith of the Israelite Samaritans: Four unique principles”. Israelite Samaritan Information Institute. 2019년 1월 25일. 2021년 11월 9일에 확인함.
- “FamilyTreeDNA – Israelite Samaritans”. Family Tree DNA.
- Ferguson, Jane (2013년 1월 8일). “West Bank Samaritans fight extinction”. 알자지라 English. 2013년 1월 8일에 확인함.
- Fried, Lisbeth S. (2014). 《Ezra and the Law in History and Tradition》. 사우스캐롤라이나 대학교 출판부. ISBN 978-1-611-17410-6.
- Friedman, Matti (2007년 3월 18일). “Israeli sings for her estranged people”. 《야후! 뉴스》. AP (통신사). 2007년 3월 26일에 원본 문서에서 보존된 문서.
- Gaster, Moses (1925). 《The Samaritans: Their History, Doctrines and Literature》. 슈바이히 강의 for 1923. 옥스퍼드 대학교 출판부.
- “Good Samaritans”. 《더 유대인 위크》. 2011년 4월 5일.
- Gurevich, Eliyahu, 편집. (2010). 《Tosefta Berachot: Translated into English with a Commentary》. Eliyahu Gurevich. ISBN 978-0-557-38968-1.
- Heinsdorff, Cornel (2003). 《Christus, Nikodemus und die Samaritanerin bei Juvencus. Mit einem Anhang zur lateinischen Evangelienvorlage》 [그리스도, 니고데모, 그리고 유벤쿠스의 사마리아 여인. 라틴 복음서 템플릿 부록 포함]. Untersuchungen zur antiken Literatur und Geschichte (독일어) 67. ISBN 978-3-110-17851-7.
- Hjelm, Ingrid (2000). 《Samaritans and Early Judaism: A Literary Analysis》. Journal for the Study of the Old Testament. Supplement Series, 303. Sheffield Academic Press. ISBN 978-1-841-27072-2.
- Hofman, Shlomo (2007). 〈Samaritans〉.   Skolnik, Fred. 《엔키클로페디아 유다이카》 17 2판. 톰슨 게일. 718–740쪽.
- Ireton, Sean (2003). 《Strategies for Survival of an Ethno-religious Minority in the Twenty First Century》 (학위논문). Anthrobase/University of Kent at Canterbury MA Dissertation for Ethnicity, Nationalism and Identity.
- Jackson, Wayne (n.d.). “Jesus and the Samaritan Woman / A Samaritan Woman Approaches: 1”. 《Christian Courier》. 2010년 2월 25일에 확인함.
- Kartveit, Magnar (2009). 《The Origin of the Samaritans》. Brill. ISBN 978-9-004-17819-9.
- Kartveit, Magnar (2019년 12월 4일). 《Theories of the Origin of the Samaritans—Then and Now》. 《Religions》 10. 661쪽. doi:10.3390/rel10120661. hdl:11250/2649767.
- Kedar, Benjamin Z. (1989). 〈The Frankish Period〉.   Crown, Alan D. 《The Samaritans》. 모르 지벡. 82–94쪽. ISBN 978-3-161-45237-6.
- “Keepers: Israelite Samaritan Identity Since Joshua bin Nun”. Israelite Samaritan Information Institute. 2020년 5월 26일. 2022년 11월 22일에 확인함.
- Knoppers, Gary N. (2013). 《Jews and Samaritans: The Origins and History of Their Early Relations》. OUP USA. ISBN 978-0-195-32954-4.
- Law, Timothy Michael (2013). 《When God Spoke Greek: The Septuagint and the Making of the Christian Bible》. 옥스퍼드 대학교 출판부. ISBN 978-0-199-78172-0.
- Levy-Rubin, Milka (2000). 《New Evidence Relating to the Process of Islamization in Palestine in the Early Muslim Period: The Case of Samaria》. 《Journal of the Economic and Social History of the Orient》 43. 257–276쪽. doi:10.1163/156852000511303. JSTOR 3632444.
- Macdonald, John (1964). 《The Theology of the Samaritans》. New Testament Library. London: SCM Press.
- Magen, Yitzakh (2007). 〈The Dating of the First Phase of the Samaritan Temple on Mt Gerizim in Light of Archaeological Evidence〉.   Lipschitz, Oded; Knoppers, Gary N.; Albertz, Rainer. 《Judah and the Judeans in the Fourth Century B.C.E》. 아이젠브라운스. 157–212 [187]쪽. ISBN 978-1-575-06130-6.
- Manzur, Ibn (1979). 〈SMR〉. 《Lisan al Arab》 21. Al-dar al-Misriya li-l-talif wa-l-taryamar. ISBN 978-0-866-85541-9.
- Matassa, Lidia (2007). 《Unravelling the Myth of the Synagogue on Delos》. 《Bulletin of the Anglo–Israel Archaeological Society》 25. 81–115쪽.
- Montgomery, James A. (2006) [First published 1907]. 《The Samaritans, the Earliest Jewish Sect》. 볼렌 강의 (1906). 유진, 오리건: 위프 & 스톡. ISBN 978-1-597-52965-5.
- Mor, Menachem; Reiterer, Friedrich V.; Winkler, Waltraud, 편집. (2010). 《Samaritans: Past and Present: Current Studies》. Studia Samaritana, 5 & Studia Judaica, 53. 데 그루이터. ISBN 978-3-110-19497-5.
- “Mount Gerizim and the Samaritans”. 유네스코 세계유산 센터. 2017년 10월 11일. 2020년 12월 24일에 확인함.
- Nammari, Dalia (2013년 3월 18일). “European women give hope to Samaritans”. 《타임즈 오브 이스라엘》.
- Oefner, Peter J.; Shen, Peidong; Höltz, George; Shpirer, Isaac; Gefel, Dov; Lavi, Tal; Wool, Eilon; Cohen, Jonathan; Cinnioglu, Cengiz; Underhill, Peter A.; Rosenberg, Noah A.; Hochrein, Jochen; Granka, Julie M.; Hillel, Hossi; Feldman, Marcus W. (2013). 《Genetics and the History of the Samaritans: Y-Chromosomal Microsatellites and Genetic Affinity between Samaritans and Cohanim》. 《휴먼 바이올로지》 85. 825–858쪽. doi:10.3378/027.085.0601. PMID 25079122. S2CID 12701469.
- Patience, Martin (2007년 2월 6일). “Ancient community seeks brides abroad”. BBC 뉴스. 2013년 1월 9일에 확인함.
- Powell, Mark Allan (2009). 《Introducing the New Testament: A Historical, Literary, and Theological Survey》. 베이커 북스. ISBN 978-1-441-20704-3.
- Pummer, Reinhard (1987). 《The Samaritans》. 라이덴: E. J. Brill. ISBN 978-9-004-07891-8.
- Pummer, Reinhard (1997). 〈Samaritan Synagogues and Jewish Synagogues: Similarities and Differences〉.   Fine, Steven. 《Jews, Christians, and Polytheists in the Ancient Synagogue》. 라우틀리지. 118–160쪽. ISBN 978-0-415-18247-8.
- Pummer, Reinhard (2002). 《Early Christian Authors on Samaritans and Samaritanism: Texts, Translations and Commentary》. 모르 지벡. ISBN 978-3-161-47831-4.
- Pummer, Reinhard (2009). 《The Samaritans in Flavius Josephus》. 모르 지벡. ISBN 978-3-161-50106-7.
- Pummer, Reinhard (2011). 〈The mosaic Tabernacle as the Legitimate Sanctuary of the Biblical Tabernacle in Samaritanism〉.   Fine, Steven. 《The Temple of Jerusalem: From Moses to the Messiah: In Honor of Professor Louis H. Feldman》. BRILL. 125–149쪽. ISBN 978-9-004-19253-9.
- Pummer, Reinhard (2016). 《The Samaritans: A Profile》. 윌리엄 B. 어드맨스 퍼블리싱. ISBN 978-0-802-86768-1.
- Purvis, James D. (1968). 《The Samaritan Pentateuch and the Origin of the Samaritan Sect》. Harvard Semitic Monographs 2. 하버드 대학교 출판부.
- Rosenblatt, Dana (2002년 10월 14일). “Amid conflict, Samaritans keep unique identity”. CNN.
- Sabella, Bernard (2011). 〈The Status of Non-Muslims in a Palestinian State〉.   Ahlstand, Kajsa; Gunner, Goran. 《Non-Muslims in Muslim Majority Societies: With Focus on the Middle East and Pakistan》. ISD LLC. 73–75쪽. ISBN 978-0-718-84301-4.
- “Samaritan”. 《예루살렘 시네마테크 – 이스라엘 영화 자료원》.
- “The Samaritan High Priests”. 《The Samaritans》. 2021년 11월 10일에 확인함.
- “The Samaritan Update”. 《thesamaritanupdate.com》. 2022년 6월 5일.
- Schiffman, Lawrence H. (1991). 《From Text to Tradition: A History of Second Temple and Rabbinic Judaism》. KTAV 퍼블리싱 하우스. ISBN 978-0-881-25372-6.
- Schreiber, Monika (2014). 《The Comfort of Kin: Samaritan Community, Kinship, and Marriage》. BRILL. ISBN 978-9-004-27425-9.
- Seeligmann, Isaac Leo (2004). 《The Septuagint Version of Isaiah and Cognate Studies》. 모르 지벡. ISBN 978-3-161-48372-1.
- Sela, Shulamit (1994). 《The Head of the Rabbanite, Karaite and Samaritan Jews: On the History of a Title》. 《동양 아프리카 연구 학술원 게시판》 57. 255–267쪽. doi:10.1017/S0041977X00024848. JSTOR 620572. S2CID 162698361.
- Shen, P.; Lavi, T.; Kivisild, T.; Chou, V.; Sengun, D.; Gefel, D.; Shpirer, I.; Woolf, E.; Hillel, J.; Feldman, M.W.; Oefner, P.J. (2004). 《Reconstruction of Patrilineages and Matrilineages of Samaritans and Other Israeli Populations From Y-Chromosome and Mitochondrial DNA Sequence Variation》 (PDF). 《휴먼 뮤테이션》 24. 248–260쪽. doi:10.1002/humu.20077. PMID 15300852. S2CID 1571356.
- Sivan, Hagith (2008). 《Palestine in late antiquity》. 옥스퍼드 대학교 출판부. ISBN 978-0-199-28417-7.
- Steinberg, Jessica (2017년 3월 16일). “A former Samaritan faces the music of her complicated roots”. 《타임즈 오브 이스라엘》. 2018년 4월 28일에 확인함.
- Stern, Sacha (2018). 《Jewish Identity in Early Rabbinic Writings》. BRILL. ISBN 978-9-004-33276-8.
- Talmon, Shemaryahu (2002). 〈Biblical Traditions in Samaritan History〉.   Stern, Ephraim; Eshel, Hanan. 《Sefer Ha-Shomronim》 (히브리어). 예루살렘: 벤 즈비 연구소. 25–27쪽.
- Thomson, J. E. H. (1919). 《The Samaritans: Their Testimony to the Religion of Israel》. 에든버러 & 런던: Oliver and Boyd.
- Tobolowsky, Andrew (2022). 〈The Tribes That Were Not Lost: The Samaritans〉. 《The Myth of the Twelve Tribes of Israel: New Identities Across Time and Space》. 캠브리지: 옥스퍼드 대학교 출판부. 69–70; 73–75쪽. doi:10.1017/9781009091435.003. ISBN 978-1-316-51494-8.
- “Topical Bible: Nakedness”. 바이블 허브. 2017년 6월 24일에 확인함.
- “Tourism”. 2008년 6월 14일에 원본 문서에서 보존된 문서.
- Trümper, Monika (2020). 〈The Synagogue in Delos Revisited〉.   Doering, Lutz; Krause, Andrew R. 《Synagogues in the Hellenistic and Roman Periods: Archaeological Finds, New Methods, New Theories》. 반덴호크 & 루프레흐트. 81–123쪽. ISBN 978-3-525-52215-8.
- Tsedaka, Benyamim (2018년 12월 31일). “Israelite Samaritan Families Today”. Israelite Samaritan Information Institute.
- Tsedaka, Benyamim (2015년 5월 1일). “Brazil”. Israelite Samaritan Information Institute.
- Tsedaka, Benyamim; Sullivan, Sharon, 편집. (2013). 《The Israelite Samaritan Version of the Torah: First English Translation Compared with the Masoretic Version》. 그랜드 래피즈, 미시간 / 캠브리지: 윌리엄 B. 어드맨스 퍼블리싱. ISBN 978-1-467-46454-3.
- VanderKam, James; Flint, Peter (2005). 《The Meaning of the Dead Sea Scrolls: Their Significance For Understanding the Bible, Judaism, Jesus, and Christianity》 2판. A&C 블랙. ISBN 978-0-567-08468-2.
- White, L. Michael (April 1987). 《The Delos Synagogue Revisited Recent Fieldwork in the Graeco–Roman Diaspora》. 《하버드 신학 리뷰》 80. 133–160쪽. doi:10.1017/S0017816000023579. JSTOR 1509604. S2CID 162810274.
- Yousef, Hussein Ahmad; Barghouti, Iyad (2005년 1월 24일). “The Political History of the Samaritans: Minority under Occupation: The Socio politics of the Samaritans in the Palestinian Occupied Territories”. 자젤. 2012년 1월 19일에 원본 문서에서 보존된 문서.
- Zertal, Adam (November 1989). 《The Wedge-Shaped Decorated Bowl and the Origin of the Samaritans》. 《Bulletin of the American Schools of Oriental Research》. 77–84쪽. doi:10.2307/1356853. JSTOR 1356853. S2CID 163900813.
- Zertal, Adam (2007년 11월 30일). 《The Manasseh Hill Country Survey, Volume 2: The Eastern Valleys and the Fringes of the Desert》. Brill. 55, 63, 90쪽. ISBN 978-90-474-2387-4.
- Zsengellér, József (June 2017). 《The Samaritan Diaspora in Antiquity》. 《Acta Antiqua》 56. 157–175쪽. doi:10.1556/068.2016.56.2.2. S2CID 166167208 – 리서치게이트 경유.